# Fuerteventura
Fuerteventura es una isla española del archipiélago de Canarias, perteneciente a la región de la Macaronesia, situada en el océano Atlántico, a 97 km de la costa noroeste del África. El 26 de mayo de 2009 fue declarada en su totalidad una reserva de la biosfera por la Unesco.
Pertenece a la provincia de Las Palmas, una de las dos provincias que componen la comunidad autónoma española de Canarias, una región ultraperiférica de la Unión Europea. La capital de la isla es Puerto del Rosario, donde se encuentra el Cabildo Insular, gobierno de la isla. La isla tiene una población de 128 744 habitantes (2024)siendo la cuarta isla más poblada del archipiélago canario y la tercera de la provincia. Con una superficie de 1659,74 km², Fuerteventura es la isla más extensa de su provincia, la segunda de Canarias y de la Macaronesia y la tercera de España. Asimismo es la isla de mayor longitud del archipiélago y, desde el punto de vista geológico, es también la más antigua del mismo.

## Toponimia
Tradicionalmente, se ha atribuido el topónimo «Fuerteventura» al azote del viento o los riesgos de la peripecia náutica. También «fuerte ventura», haría referencia a gran fortuna, riqueza o prosperidad.
En el planisferio de Angelino Dulcert de 1339, aparece mencionada como: «Forte Ventura», toponimia que irá cambiando según avanza el siglo XIV hasta escribirse junto. Una de las teorías más aceptadas en la actualidad sobre el origen del nombre de la isla es que deriva de la denominación por la que los romanos conocían a Canarias: Fortunatae Insulae o Islas Afortunadas.
El nombre indígena de la isla, antes de su conquista en el siglo XV, era Erbania, dividida en dos comarcas (Jandía y Maxorata), de donde deriva el gentilicio majorero (originalmente majo o maxo). Aunque hay autores que mencionan también el nombre Maxorata como topónimo aborigen de toda la isla y que significa «los hijos del país».
Según la obra Naturalis Historia de Plinio el Viejo, los romanos conocían la isla con el nombre de Planasia.

## Geografía

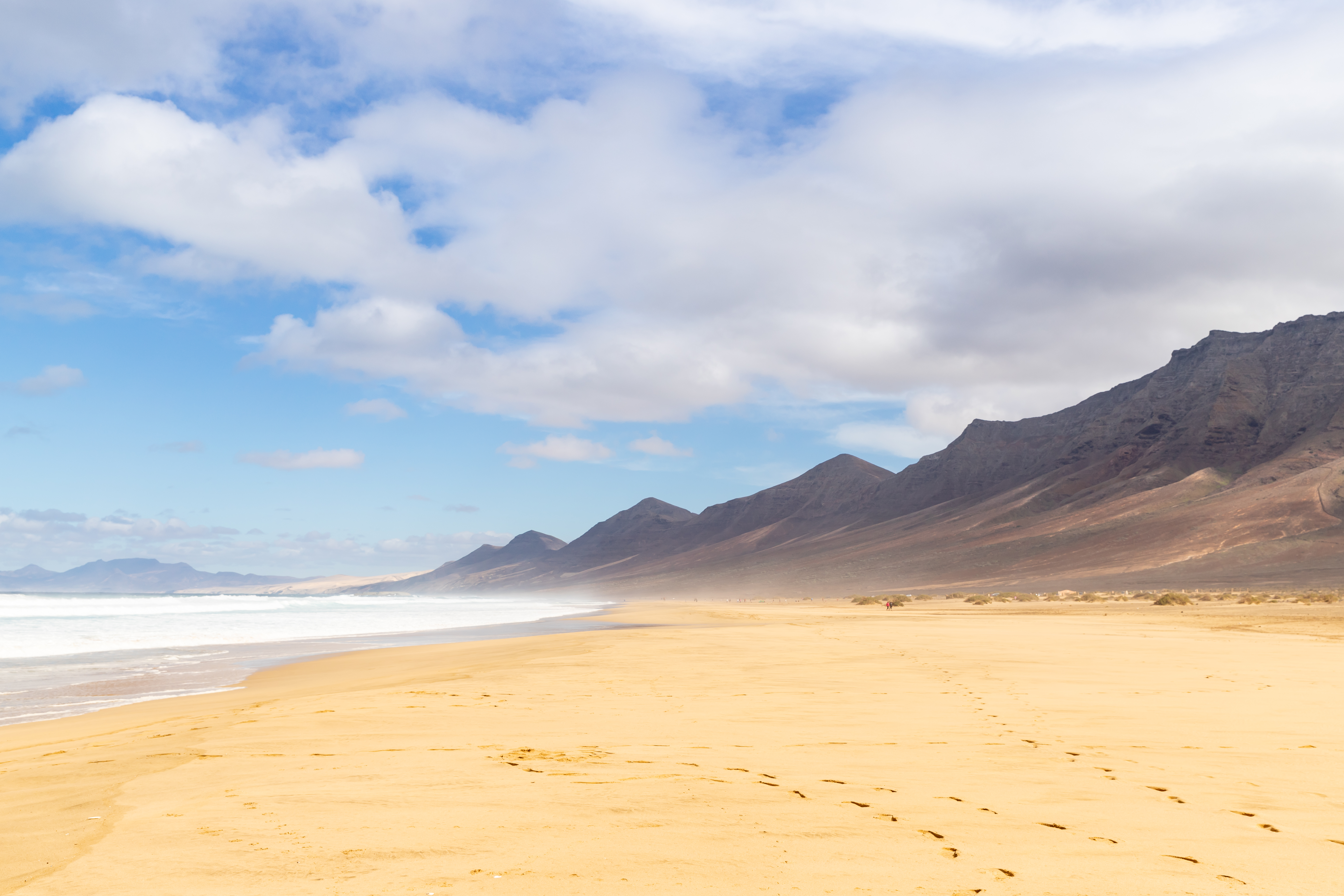
Playa de Cofete en Jandía

Con estas palabras describía Fuerteventura Miguel de Unamuno al poco de llegar a la isla, donde permaneció desterrado durante unos meses en 1924.

Esta inafortunada isla de Fuerteventura, donde entre la apacible calma del cielo y del mar escribimos este comentario a la vida que pasa y a la que se queda, mide en lo más largo, de punta norte a punta sur, cien kilómetros, y en lo más ancho, veinticinco. En su extremo suroeste forma una península casi deshabitada, por donde vagan, entre soledades desnudas y desnudeces solitarias de la mísera tierra, algunos pastores. A esta península se la conoce por el nombre de Jandía o de la Pared. La pared, o mejor, muralla, que dio nombre a la península de Jandía, y de la que aún se conservan trechos, fue una muralla construida por los guanches para separar los dos reinos en los que la isla Majorata, la de los majoreros, o sea Fuerteventura, estaba dividida, y para impedir las incursiones de uno en otro reino. Y he aquí cómo este pedazo de África sahárica, lanzado en el Atlántico, se permitía tener una península y una muralla como la de China, en cuanto al sentido histórico.
Miguel de Unamuno

### Geomorfología
Fuerteventura, junto con la vecina isla de Lanzarote, es de las más áridas de las Canarias, además de ser la más cercana a la costa africana (a 97 km). Tiene una superficie de 1659 km², que la convierte en la segunda isla más extensa del archipiélago —tras Tenerife—, y es la de mayor longitud de Canarias al superar los más de 100 km de norte a sur. Al noreste, a poco menos de 2 km, se halla la pequeña isla de Lobos, perteneciente a Fuerteventura, con una superficie de 4,58 km².
Fuerteventura exhibe extensas planicies, fruto de un intenso proceso erosivo a lo largo de su historia. Es la isla más antigua del archipiélago, habiendo experimentado numerosas erupciones volcánicas. Según establece la Red Canaria de Espacios Naturales Protegidos, 47 695 ha de la isla de Fuerteventura están ocupadas por 13 espacios naturales protegidos, como las zonas cubiertas de lava del Malpaís Grande y Chico, el lugar de interés científico localizado en el Saladar de Jandía o el monumento natural de la Montaña de Tindaya, por ejemplo.
En la zona central se encuentra el macizo de Betancuria, con una cota máxima de 762 m en el pico de la Atalaya. Al sur se hallan el istmo de la Pared y la península de Jandía, con el pico de la Zarza a 813 m de altitud. Este último es el monte más elevado de la isla.

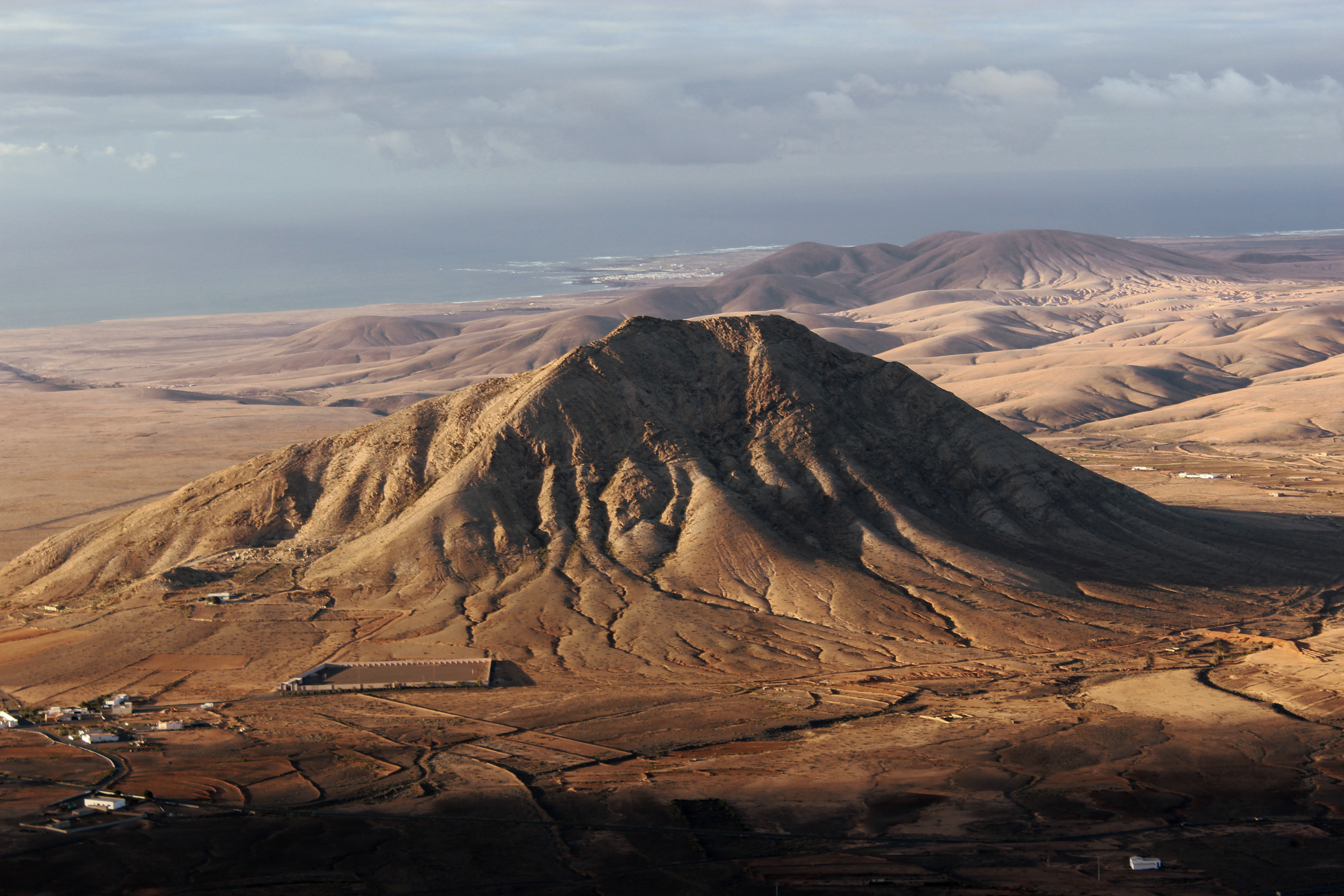
Montaña de Tindaya

La longitud de costa de Fuerteventura es de casi 326 kilómetros, de los cuales 77 son de playa, lo que la sitúa en segundo lugar en cuanto a longitud del litoral, tras Tenerife, y en primer lugar en lo que respecta a perímetro de playas de las islas. En torno a las dos terceras partes de las playas de Fuerteventura son largas y de arena blanca o negra, siendo el resto de cantos rodados o mezcla de cantos y arena. Pájara, al sur, cuenta con 136 km de costa.

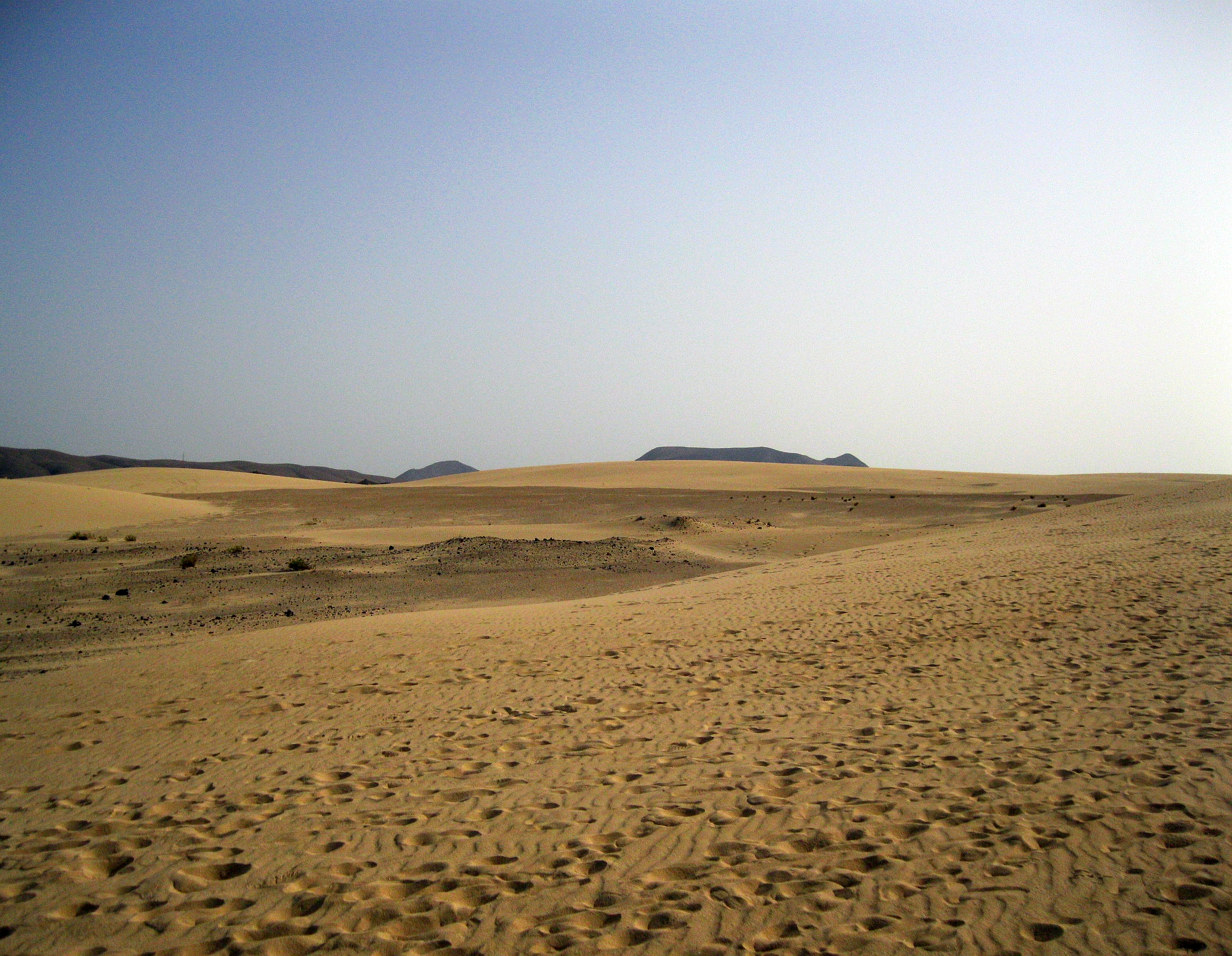
Dunas de Corralejo

En el municipio se encuentran las playas de la península de Jandía, las más extensas de Canarias, que van desde Costa Calma, pasando por Esquinzo-Butihondo, Morro Jable y el Puertito de la Cruz, hasta la Punta de Jandía, por la zona de Sotavento y desde la Punta de Jandía, pasando por Cofete hasta La Pared, por la zona de Barlovento. Al norte, con 90 km, La Oliva es el segundo municipio en longitud de costa de la isla, donde destacan las dunas de Corralejo, El Cotillo y Majanicho. La costa está jalonada por varios faros, entre los que destaca el faro de La Entallada por su arquitectura y por sus 196 m de altitud sobre el nivel del mar, que lo convierten en uno de los más elevados de las islas.

### Volcanes
| Volcán                       | Tipo de volcán  | Coordenadas            |
| ---------------------------- | --------------- | ---------------------- |
| Montaña de La Arena          | Cono volcánico  | 28.632771° -13.928624° |
| Caldera de los Arrabales     | Cono de cenizas | 28.299039° -13.989678° |
| Bayuyo                       | Respiradero     | 28.694025° -13.890520° |
| Montaña Bermeja              | Cono volcánico  | 28.510733° -14.009956° |
| Calderas, Las                | Caldera         | 28.709940° -13.904607° |
| Calderas Blancas             | Cono volcánico  | 28.642129° -13.866011° |
| Montaña Caimán               | Cono volcánico  | 28.624659° -13.866706° |
| Montaña de La Caldereta      | Cono volcánico  | 28.522939° -13.920001° |
| Montaña de Escangraga        | Cono volcánico  | 28.620703° -13.890565° |
| Caldera Encantada            | Cono volcánico  | 28.704708° -13.907624° |
| Caldera de Gairía            | Caldera         | 28.359519° -14.017791° |
| Calderón Hondo               | Cono volcánico  | 28.700534° -13.920188° |
| Caldera de La Laguna         | Cono volcánico  | 28.331702° -13.992902° |
| Caldera de Liria             | Cono volcánico  | 28.322222° -13.992778° |
| La Caldera (Islote de Lobos) | Caldera         | 28.750168° -13.822245° |
| Montaña Piedra del Sal       | Cono volcánico  | 28.543691° -13.941552° |
| Montaña Quemada              | Cono volcánico  | 28.569357° -13.984919° |
| Calderilla Roja              | Caldera         | 28.640211° -13.841521° |
| Montaña de Los Saltos        | Cono volcánico  | 28.630910° -13.917352° |
| Montaña de San Andrés        | Cono volcánico  | 28.522530° -13.939186° |
| Montaña Tamacite             | Cono volcánico  | 28.307355° -14.043742° |
| Montaña Temerejeque          | Cono volcánico  | 28.545061° -13.920992° |
| Montaña Tindaya              | Cono volcánico  | 28.595373° -13.977365° |
| Montaña Tirba                | Cono volcánico  | 28.262364° -14.090702° |

### Clima

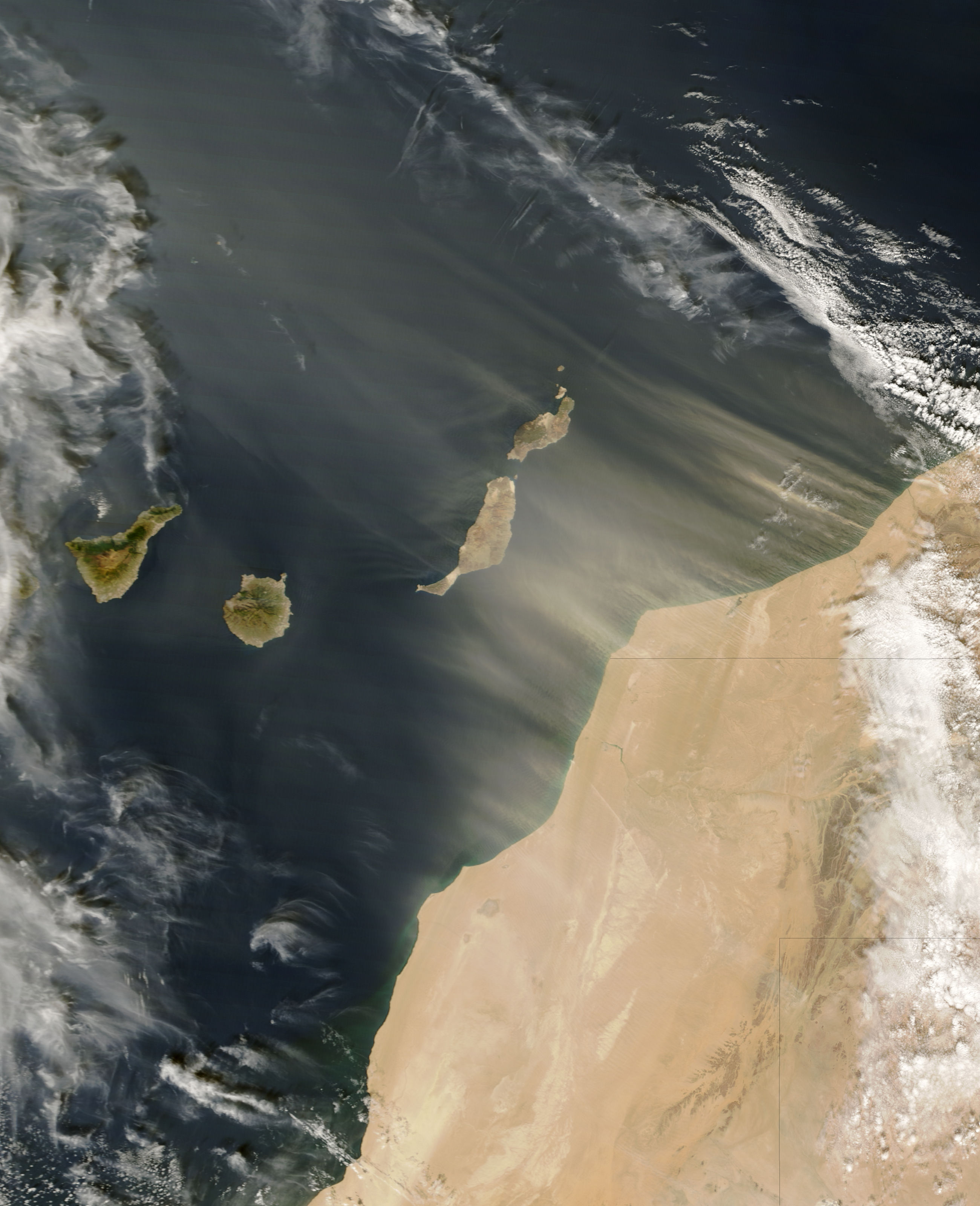
Calima sobre Canarias

De acuerdo con la clasificación climática de Koppen, el clima es árido cálido (BWh) en la mayor parte de la isla de Fuerteventura, dándose el clima semiárido cálido (BSh) únicamente en dos pequeñas franjas en el centro y sur de la isla.
Las precipitaciones son escasas, situándose en casi toda la isla por debajo de los 200 mm, bajando de los 100 mm en algunas zonas costeras, especialmente del sur, y siendo mayores en zonas como el macizo de Betancuria, cordillera de Jandía, los altos de las montañas de El Cardón, La Muda y El Aceitunal. Fuerteventura, junto con Lanzarote son las islas más áridas del archipiélago canario. Debido a la baja altitud que presentan estas islas no retiene las masas de aire húmedo, como sucede en otras islas del archipiélago. También la cercanía de la zona de altas presiones de las Azores determina el clima en Fuerteventura. Los vientos dominantes son del noreste o del norte.
El clima en el Macizo de Betancuria (762 m), la Cordillera de Jandía (807 m), y los altos de las montañas de El Cardón (616 m), El Aceitunal (686 m) y La Muda (689 m), presentan notables diferencias pluviométricas y térmicas con respecto al resto de la isla. Las formaciones de nubes son más frecuentes y la humedad más destacable.
Un fenómeno común a todas las islas pero con mayor incidencia en las orientales, debido a la proximidad de la costa africana, es la calima, nombre por el que se conoce en Canarias al polvo en suspensión generado por las tormentas de arena del Sahara, que llega a las islas traído por el siroco.
| Parámetros climáticos promedio de Observatorio del Aeropuerto de Fuerteventura (25 m s. n. m.) (periodo de referencia: 1991-2020, extremas: 1967-presente) | Parámetros climáticos promedio de Observatorio del Aeropuerto de Fuerteventura (25 m s. n. m.) (periodo de referencia: 1991-2020, extremas: 1967-presente) | Parámetros climáticos promedio de Observatorio del Aeropuerto de Fuerteventura (25 m s. n. m.) (periodo de referencia: 1991-2020, extremas: 1967-presente) | Parámetros climáticos promedio de Observatorio del Aeropuerto de Fuerteventura (25 m s. n. m.) (periodo de referencia: 1991-2020, extremas: 1967-presente) | Parámetros climáticos promedio de Observatorio del Aeropuerto de Fuerteventura (25 m s. n. m.) (periodo de referencia: 1991-2020, extremas: 1967-presente) | Parámetros climáticos promedio de Observatorio del Aeropuerto de Fuerteventura (25 m s. n. m.) (periodo de referencia: 1991-2020, extremas: 1967-presente) | Parámetros climáticos promedio de Observatorio del Aeropuerto de Fuerteventura (25 m s. n. m.) (periodo de referencia: 1991-2020, extremas: 1967-presente) | Parámetros climáticos promedio de Observatorio del Aeropuerto de Fuerteventura (25 m s. n. m.) (periodo de referencia: 1991-2020, extremas: 1967-presente) | Parámetros climáticos promedio de Observatorio del Aeropuerto de Fuerteventura (25 m s. n. m.) (periodo de referencia: 1991-2020, extremas: 1967-presente) | Parámetros climáticos promedio de Observatorio del Aeropuerto de Fuerteventura (25 m s. n. m.) (periodo de referencia: 1991-2020, extremas: 1967-presente) | Parámetros climáticos promedio de Observatorio del Aeropuerto de Fuerteventura (25 m s. n. m.) (periodo de referencia: 1991-2020, extremas: 1967-presente) | Parámetros climáticos promedio de Observatorio del Aeropuerto de Fuerteventura (25 m s. n. m.) (periodo de referencia: 1991-2020, extremas: 1967-presente) | Parámetros climáticos promedio de Observatorio del Aeropuerto de Fuerteventura (25 m s. n. m.) (periodo de referencia: 1991-2020, extremas: 1967-presente) | Parámetros climáticos promedio de Observatorio del Aeropuerto de Fuerteventura (25 m s. n. m.) (periodo de referencia: 1991-2020, extremas: 1967-presente) |
| Mes | Ene. | Feb. | Mar. | Abr. | May. | Jun. | Jul. | Ago. | Sep. | Oct. | Nov. | Dic. | Anual |
| --- | --- | --- | --- | --- | --- | --- | --- | --- | --- | --- | --- | --- | --- |
| Temp. máx. abs. (°C) | 29.9 | 30.8 | 34.0 | 38.0 | 36.8 | 41.6 | 43.0 | 41.0 | 37.9 | 38.7 | 34.8 | 29.5 | 43.0 |
| Temp. máx. media (°C) | 20.8 | 21.1 | 22.3 | 23.2 | 24.7 | 26.3 | 27.5 | 27.9 | 27.5 | 26.4 | 24.2 | 22.1 | 24.5 |
| Temp. media (°C) | 17.8 | 18.0 | 18.9 | 19.8 | 21.2 | 22.9 | 24.3 | 24.9 | 24.5 | 23.3 | 21.1 | 19.1 | 21.3 |
| Temp. mín. media (°C) | 14.9 | 14.9 | 15.5 | 16.4 | 17.7 | 19.5 | 21.1 | 21.9 | 21.5 | 20.2 | 18.0 | 16.1 | 18.1 |
| Temp. mín. abs. (°C) | 8.0 | 8.0 | 8.0 | 9.5 | 11.6 | 13.0 | 14.0 | 15.0 | 15.0 | 12.0 | 10.5 | 9.0 | 8.0 |
| Precipitación total (mm) | 12.6 | 10.0 | 9.7 | 4.6 | 0.8 | 0.1 | 0.0 | 0.3 | 2.0 | 11.4 | 13.3 | 21.2 | 85.9 |
| Días de precipitaciones (≥ 1 mm) | 2.3 | 1.9 | 1.8 | 0.8 | 0.2 | 0.0 | 0.0 | 0.1 | 0.5 | 1.8 | 2.1 | 2.6 | 14.2 |
| Horas de sol | 195 | 192 | 239 | 249 | 285 | 285 | 304 | 291 | 261 | 226 | 195 | 192 | 2922 |
| Humedad relativa (%) | 67 | 68 | 67 | 66 | 64 | 66 | 68 | 70 | 72 | 71 | 69 | 70 | 68 |
| Fuente n.º 1: Agencia Estatal de Meteorología | | | | | | | | | | | | | |
| Fuente n.º 2: Agencia Estatal de Meteorología (extremos)                                                                                                   | | | | | | | | | | | | | |

### Flora

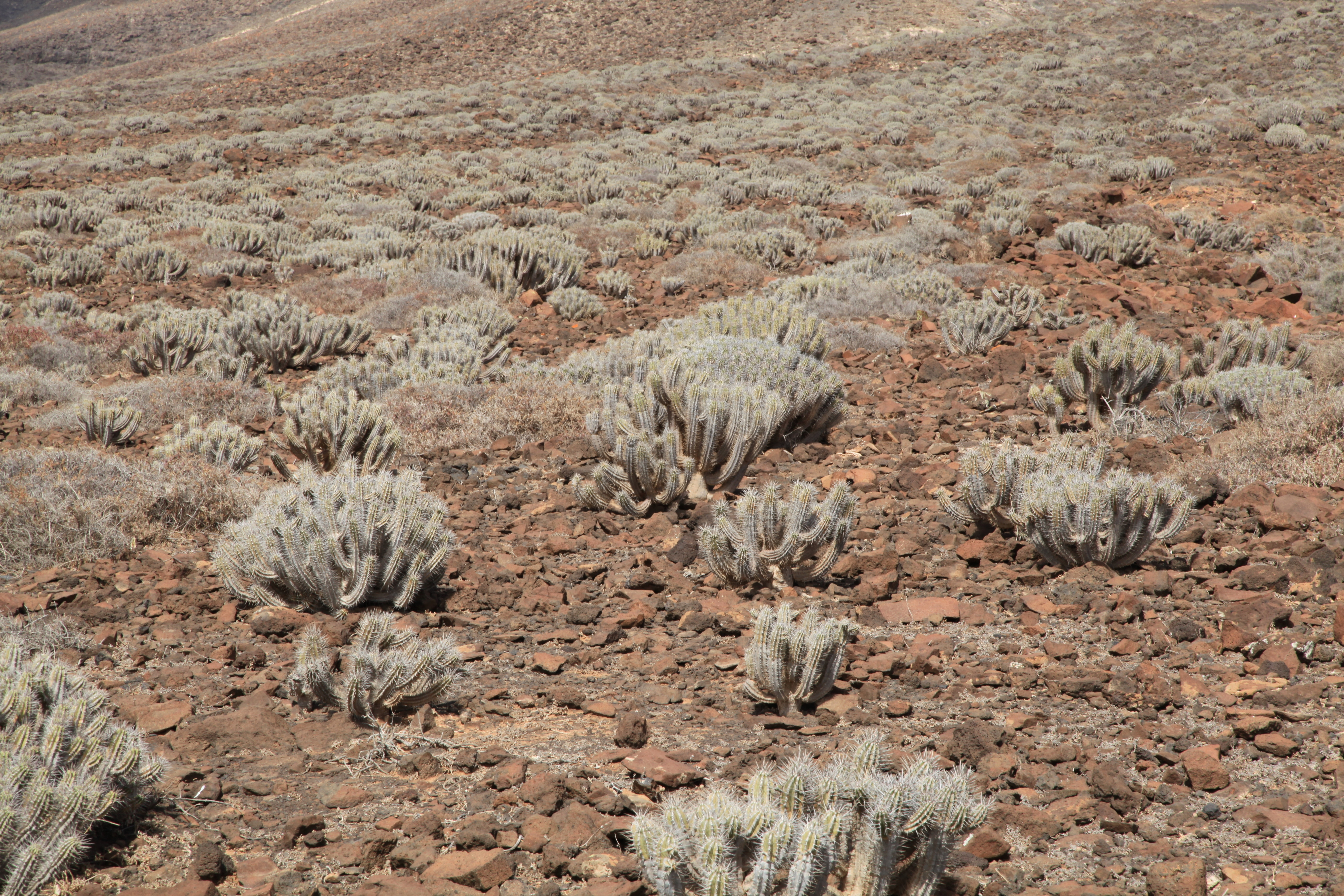
Ejemplares de Euphorbia handiensis en Pájara

Fuerteventura se caracteriza por la escasa referencia visual de vegetación. La flora en la isla no es abundante, a pesar de que existen gran cantidad de endemismos, debido a las peculiaridades del clima. Destacan como formaciones más frecuentes el matorral y los líquenes. También la aulaga (Launaea arborescens), el verode (Kleinia neriifolia), las tabaibas (Euphorbia balsamifera) y los cardones (Euphorbia canariensis). Las palmeras (Phoenix canariensis) y tarajales (Tamarix canariensis) se concentran en los cauces de los barrancos y valles. En el pico de la Zarza se encuentra un endemismo vegetal muy valioso, Ononis christii, de muy bella inflorescencia.
El saladar se encuentra en las zonas inundadas periódicamente por la marea, dando lugar a hábitats halófilos donde crecen los salados (Schizogyne sericea), los matomoros (Suaeda vera) y las uvas de mar (Tetraena fontanesii) entre otros. Los más importantes de estos ecosistemas son los saladares del sitio de interés científico de la playa del Matorral, espacio protegido por el Gobierno de Canarias desde 1994.

### Fauna
En cuanto a la fauna, lo más destacable son las numerosas especies de aves, muchas de ellas migratorias. Así tenemos a las endémicas tarabilla canaria (saxicola dacotiae) y hubara canaria (Chlamydotis undulata fuertaventurae) o a la pardela (Calonectris diomedea), el guirre (Neophron percnopterus majorensis), la aguililla (Buteo buteo), el cernícalo (falco tinnunculus), el chorlitejo grande (Charadrius hiaticula), el chorlito gris (Pluvialis squatarola), la garceta (Egretta garzetta), el corredor, (Cursorius cursor), la abubilla (Upupa epops), etc.

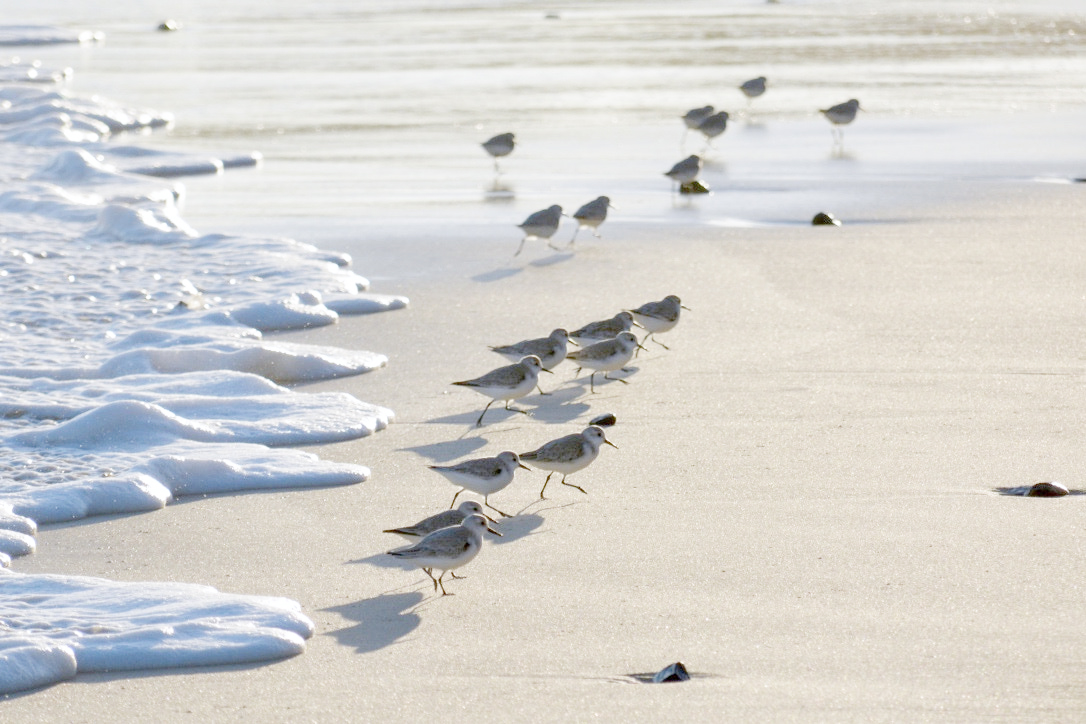
Ejemplares de Calidris alba

El guirre o alimoche canario es la única especie de buitre que habita en Canarias y está considerada como especie en extinción según el Catálogo de Especies Amenazadas de Canarias. Actualmente se calcula que su población ronda los 150 individuos en Fuerteventura y una pareja en Lanzarote. En la actualidad hay en marcha un Proyecto Life de la Unión Europea cuyo objetivo es la conservación de esta ave. Para ello se pretenden eliminar en lo posible los peligros que la amenazan, que básicamente son las líneas de alta tensión, el envenenamiento por el plomo de los perdigones utilizados para cazar y las molestias ocasionadas por el turismo. También se pretende vigilar las áreas de nidificación para evitar muertes prematuras de los pollos y la creación de comederos controlados a fin de que no les falte alimento. El coste total del proyecto asciende a 829 937,00 €, de los cuales, LIFE aportará 414 968,00 € hasta 2008.

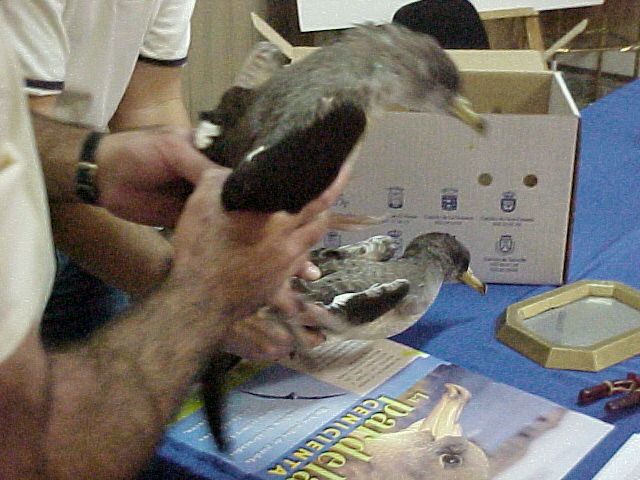
Anillado de pardelas en Puerto del Rosario durante la campaña de rescate el año 2000

El caso de la pardela también es especial. La pardela cenicienta (Calonectris diomedea), que es una de las dos subespecies de pardela más comunes en Canarias, es un ave migratoria con un ciclo de vida no muy largo, que se reproduce una vez al año, con puestas de solo un huevo cada vez. Entre mediados de octubre y noviembre, los pollos suelen abandonar los nidos, por lo que resultan muy vulnerables en ese momento. Además, en su primer vuelo hacia el mar, pueden desorientarse por la contaminación lumínica y chocar con gran cantidad de obstáculos. Esta subespecie de pardela es un ave protegida de interés científico, por lo que anualmente se lleva a cabo una campaña de rescate en la que intervienen tanto las autoridades locales como la Guardia Civil.
Otros vertebrados destacados son los reptiles como el lagarto Gallotia atlantica propio también de Lanzarote o la lisa majorera o lisneja (Chalcides simonyi) y el perenquén (Tarentola angustimentalis). También existen numerosas especies de invertebrados varias endémicas como las arañas Dysdera longa y Maiorerus randoi y los escarabajos Malthinus fuerteventurensis y Pachydema wollastoni.

#### Animales domésticos

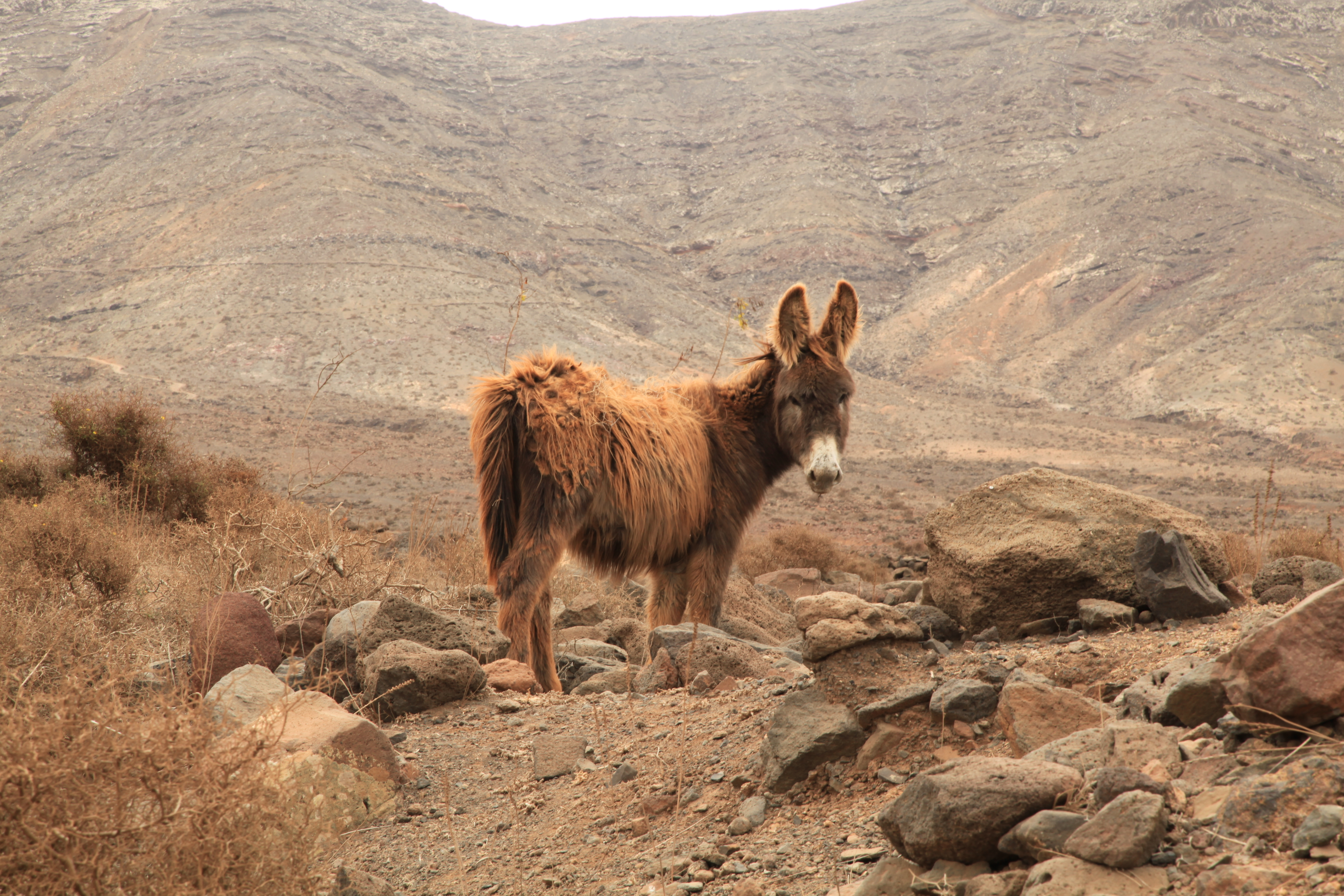
Burro majorero, introducido

Como en todas las islas, desde la llegada del hombre se fueron introduciendo numerosas especies domésticas. Varias de ellas se adaptaron a las peculiaridades del ecosistema isleño, adquiriendo características particulares hasta alcanzar el rango de raza reconocida. De esta manera nos encontramos con la cabra majorera, el burro majorero y el perro majorero.

#### Fauna introducida
Varias de las especies domésticas traídas por los primeros pobladores y luego por los conquistadores se asilvestraron como la cabra, el conejo o el gato y otras ya silvestres también llegaron junto al ser humano como el erizo moruno (Atelerix algirus).
Un caso especial es el de la ardilla moruna (Atlantoxerus getulus) que, a partir de una sola pareja procedente de Sidi Ifni como mascotas y liberadas en 1965, ha llegado a colonizar toda la isla.

### Espacios naturales protegidos
La isla tiene 13 espacios naturales que cuentan con distintas categorías de protección.

#### Parques naturales
- Parque natural del islote de Lobos
- Parque natural de Corralejo
- Parque natural de Jandía

#### Parques rurales
- Parque rural de Betancuria

#### Monumentos naturales
- Monumento natural del Malpaís de La Arena
- Monumento natural de la montaña de Tindaya
- Monumento natural de caldera de Gairía
- Monumento natural de Cuchillos de Vigán
- Monumento natural de montaña Cardón
- Monumento natural de Ajuy

#### Paisajes protegidos
- Paisaje protegido de Malpaís Grande
- Paisaje protegido de Vallebrón

#### Sitios de interés científico
- Playa del Matorral

### Símbolos naturales de la isla
Según una ley del Gobierno de Canarias, los símbolos naturales de Fuerteventura desde 1991 son la hubara canaria y el cardón de Jandía.

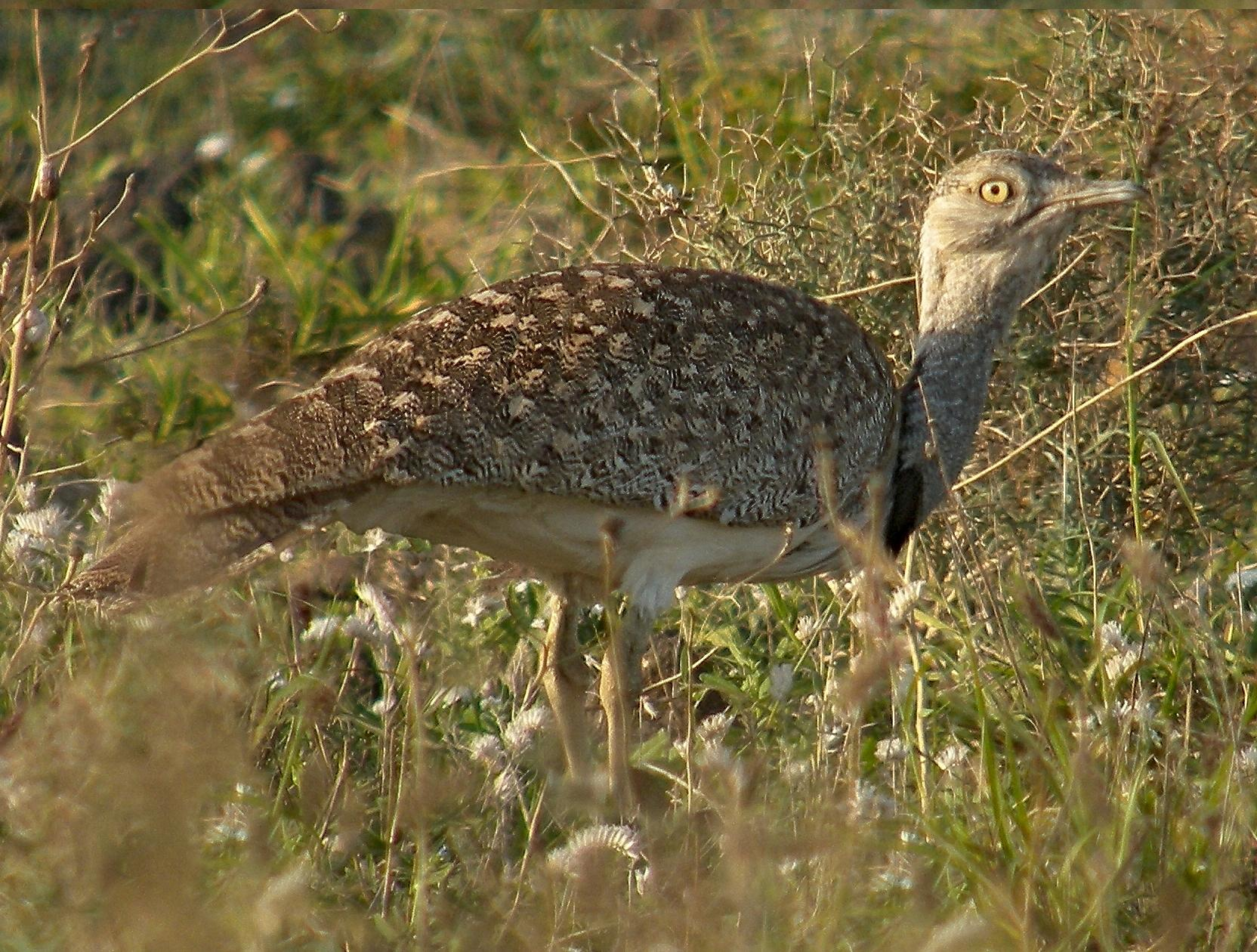
Hubara canaria

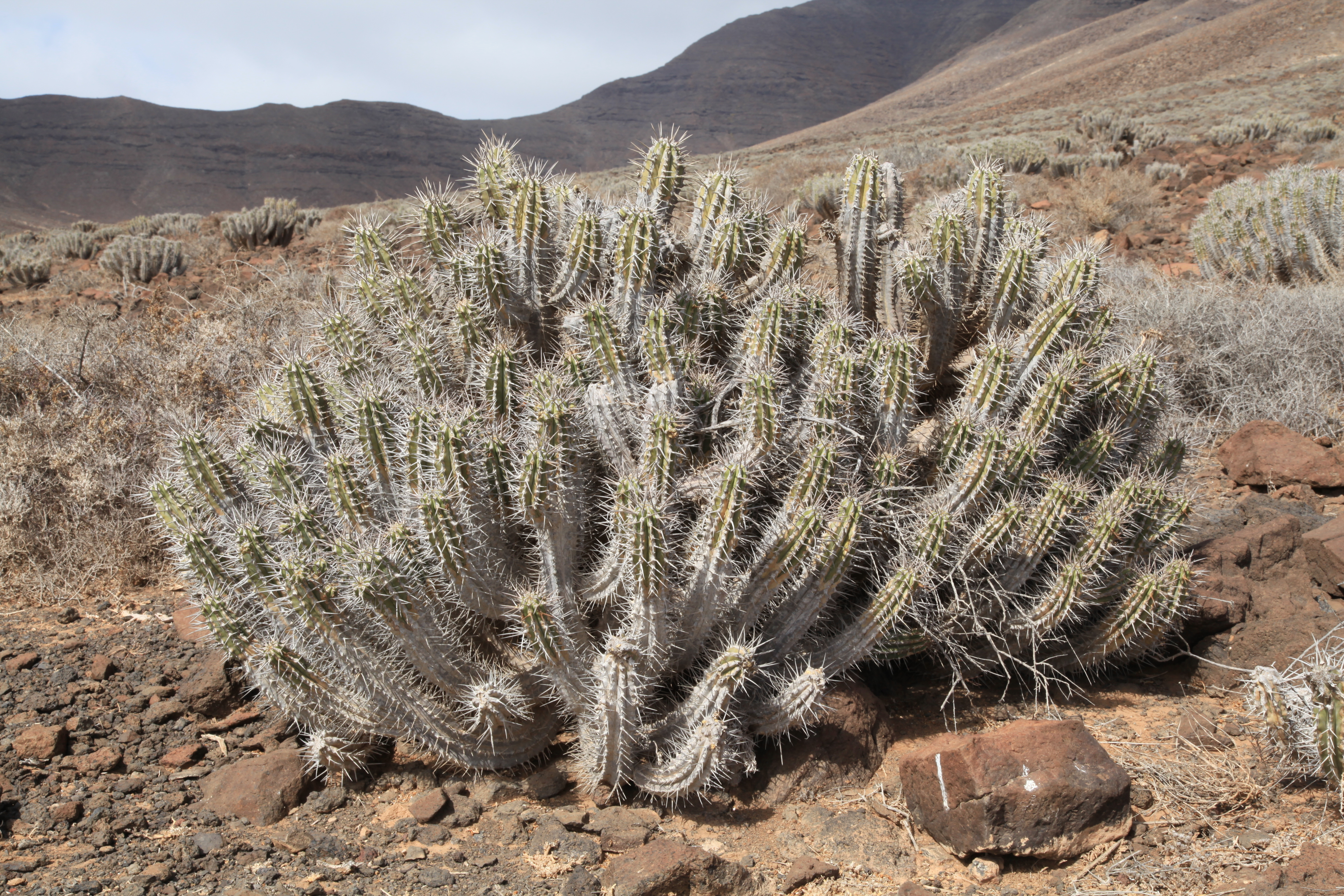
Cardón de Jandía

## Historia

### Época prehispánica

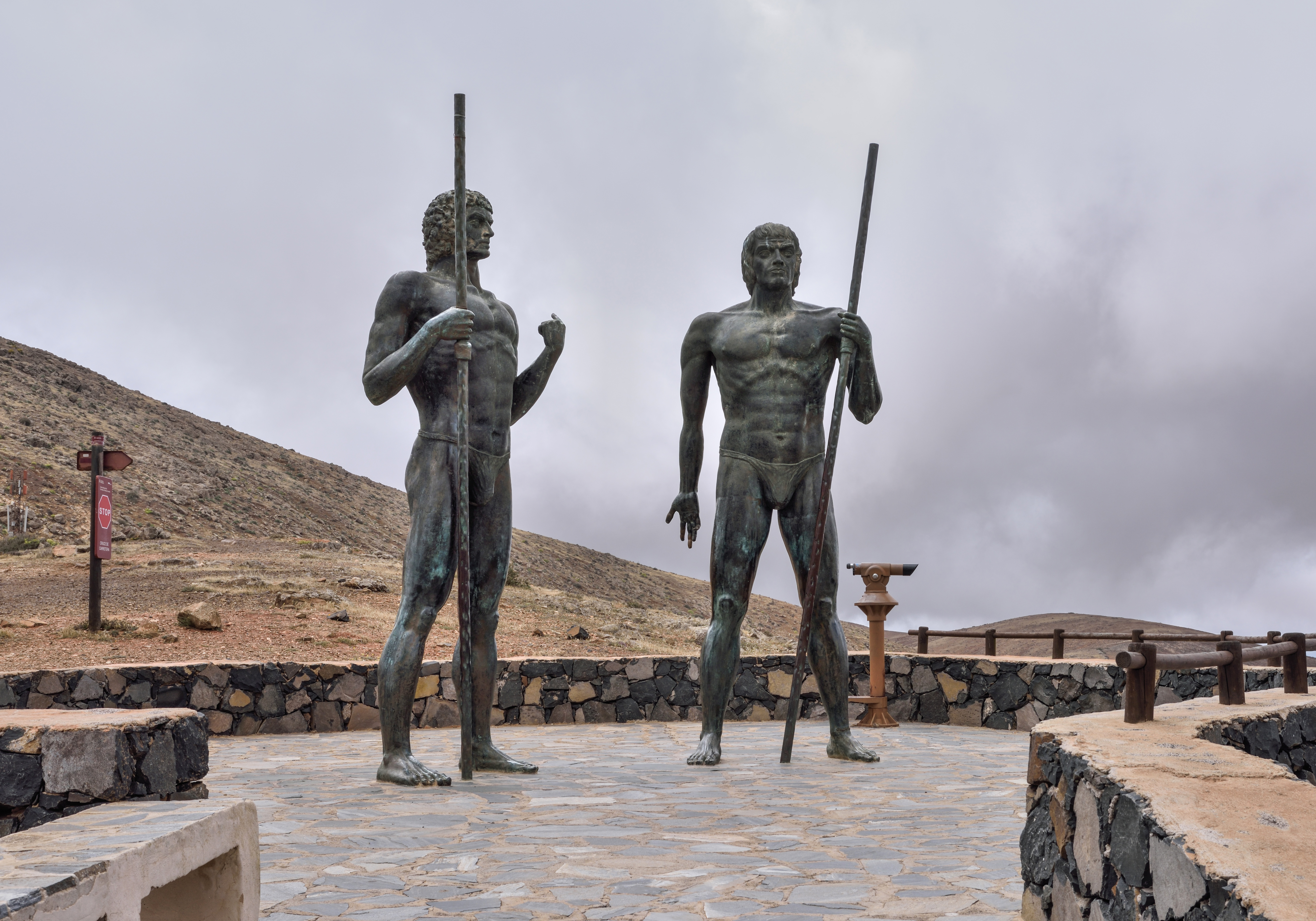
Estatuas de Guise y Ayose

Los primitivos habitantes de la isla, los maxos o majoreros, en su versión castellanizada, tenían un origen bereber, señalándose su posible llegada a la isla desde mediados del primer milenio a. C. La sociedad de los maxos se articula sobre un modelo tribal. La base de la economía era la ganadería complementándose con la recolección vegetal, pesca, marisqueo, y quizás también con una agricultura no documentada arqueológicamente.
Antes de la llegada de los europeos la isla estaba dividida en dos reinos indígenas, unos seguidores del rey Guise y otros de Ayose. Los territorios de estas tribus eran Maxorata (al norte) y Jandía (al sur), separados por una muralla (de la que aún se conservan restos) en el istmo de La Pared. El nombre antiguo de la isla, Erbania, hace referencia a esta muralla.[cita requerida]
La isla se conocía desde mucho antes de que tuviera lugar la conquista castellana. Se habían llevado a cabo expediciones por parte de mallorquines, aragoneses, portugueses, genoveses, etc., ya que las potencias se disputaban el derecho de conquista.

#### Grabados podomorfos
Varios grabados en piedra podomorfos (con forma de pie) e incisiones en espiral han aparecido en el parque rural de Betancuria (Fuerteventura). El equipo encargado de la revisión y actualización del inventario arqueológico y etnográfico de La Oliva, Puerto del Rosario y Betancuria descubrió esta nueva estación gracias a las indicaciones de un grupo de vecinos que pusieron a los expertos sobre la pista de sus remotos antepasados, los "maxos".
Estos aborígenes dejaron su huella más perenne en forma de tres paneles con grabados de pies de diferentes tipos, especialmente relevantes por su distinta orientación, así como en otro panel aislado del resto y que presenta la peculiaridad de las incisiones en espiral. Estas habían sido documentadas en otras islas del archipiélago, pero era la primera vez que se registraban en Fuerteventura.

### Conquista y colonización
La conquista de las islas comienza en 1402, comandada por los normandos Jean de Bethencourt y Gadifer de la Salle, y afrontada solo por 63 marineros de los 283 iniciales, después de que tuvieran lugar numerosas deserciones. Tras llegar y asentarse en Lanzarote, la expedición lleva a cabo las primeras incursiones en la isla vecina. En 1404, Bethencourt y Gadifer fundan Betancuria, cuyo valle se convirtió en el primer asentamiento de la isla y posteriormente en la capital, sede de diversos órganos gubernativos, religiosos y administrativos. Gadifer, afrontando numerosas dificultades, tras la partida de Bethencourt hacia la península para buscar el reconocimiento y apoyo del rey de Castilla, tomó la iniciativa de la conquista.
Al regreso de Bethencourt, se produce la ruptura de los socios y Gadifer abandonaba las islas. En pocos años (1405), Fuerteventura quedó controlada tras un periodo de convivencia entre conquistadores y aborígenes. El primer recuento de población la cifra en unos 1200 habitantes. A partir de ahí, la población se va extendiendo gradualmente.
En 1424 el papa Martín V erigió en Betancuria el efímero Obispado de Fuerteventura, el cual englobó a todas las islas Canarias excepto Lanzarote. Este obispado tuvo su sede en la parroquia matriz de Santa María de Betancuria, elevada para ello a rango de catedral. El origen de este obispado está directamente relacionado con los sucesos acaecidos tras el Cisma de Occidente (1378-1417). El Obispado de Fuerteventura fue abolido solo siete años después de haber sido creado en 1431.
En 1476 el territorio pasa a ser el Señorío Territorial de Fuerteventura, dependiente de los Reyes Católicos.

### Edad Moderna

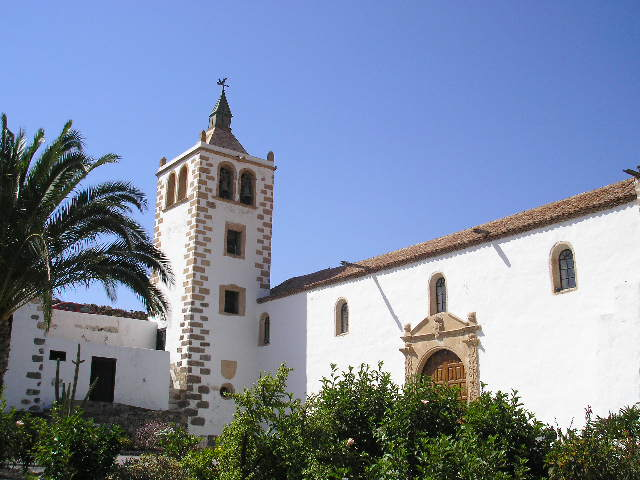
Parroquia de Santa María de Betancuria

La isla sufrió el acoso por parte de varias incursiones piratas. En 1593 una expedición berberisca invadió la isla arrasando la capital. Para evitar este tipo de ataques se construyeron varios castillos a lo largo de la costa, a la par que la población se alejaba de ésta. Por esas fechas, llegan a Fuerteventura el primer capitán general que se hace cargo de la defensa de la isla en nombre de la corona y el nombramiento de los Sargentos Mayores. La parroquia matriz, de la que dependía toda la isla, se encontraba en Betancuria.
El Regimiento de Milicias se crea en 1708 y su coronel asume las competencias de gobernador de las armas, cargo de carácter vitalicio y hereditario en manos de la familia Sánchez-Dumpiérrez, que va adquiriendo cada vez más poder al residir en otras islas la familia Arias de Saavedra, Señores de Fuerteventura. Ese mismo año, la parroquia matriz crea las Ayudas de Parroquias de La Oliva y Pájara, que pondría en marcha en 1711. El 17 de diciembre de 1790 se crea la Ayuda de parroquia de Tuineje, que tras la nueva división parroquial del 23 de junio del año 1792 a cargo del obispo Tavira, abarcaría incluso parte de la península de Jandía, con una población de unos 1670 habitantes. En 1780 se introduce en la economía el cultivo de la barrilla.
En 1739 estalla la guerra entre el Reino de Gran Bretaña y España y la isla se ve sometida de nuevo a constantes ataques corsarios, que capturaban botines y navíos civiles que luego eran vendidos en la isla de Madeira. El 13 de octubre de 1740, desembarca un corsario inglés en la zona del actual Gran Tarajal y saquea la zona camino de Tuineje y su iglesia. El teniente coronel Sánchez Dumpiérrez sale a su encuentro con lugareños reclutados para la ocasión, y los derrota en la batalla de El Cuchillete, matando a 33 de los 53 soldados desembarcados y capturando al resto. Al mes siguiente, el 24 de noviembre, 55 corsarios desembarcaron en la misma zona y con idénticas intenciones. Esta vez se enfrentaron a una tropa más numerosa y mejor preparada en la Batalla de Llano Florido o Batalla de Tamasite, en la que los majoreros no hicieron prisioneros.

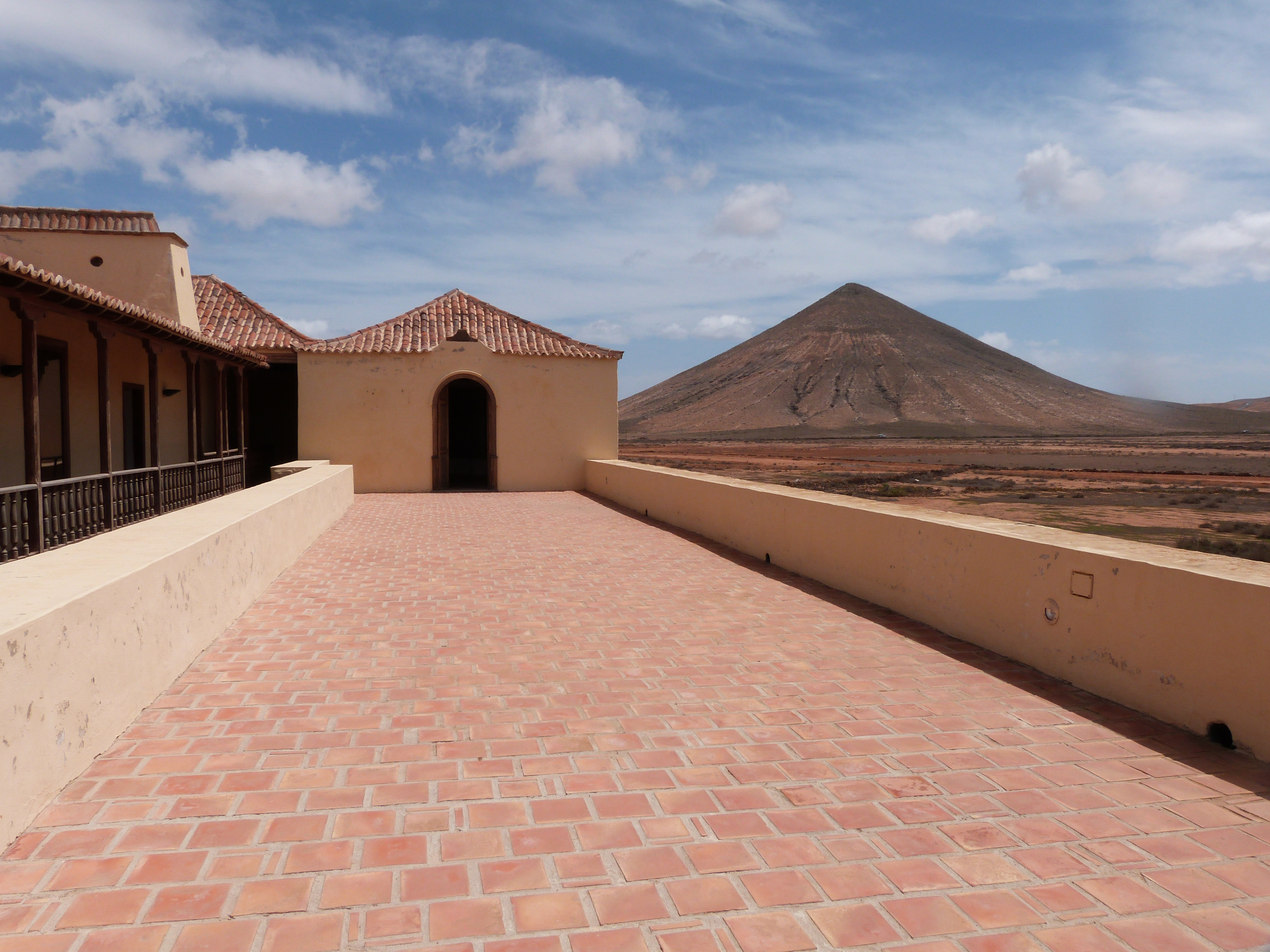
La Casa de los Coroneles, a los pies de la montaña de La Oliva

Los Coroneles, de la familia Cabrera-Bethencourt, trasladan su residencia de Betancuria a La Oliva, en el año 1742, estableciéndose en la llamada Casa de los Coroneles en unos tiempos en los que el poder del señorío ya no es tan importante, y poco a poco asumen el poder civil, nombrando o destituyendo cargos del cabildo establecido en aquella época.

### Edad Contemporánea
En 1812 las Cortes de Cádiz iniciaron una serie de cambios entre los que se incluía la abolición del señorío, pasando la isla a integrar la provincia española de Canarias. También se contemplaba la creación de nuevos municipios, estableciéndose en Fuerteventura uno por cada parroquia existente en aquel momento. Así surgieron Antigua, Betancuria, Casillas del Ángel, La Oliva, Pájara, Tetir y Tuineje, siendo Puerto de Cabras dependiente de Tetir.
Años después, el 30 de diciembre de 1834, mediante Orden Gubernativa, se crea el municipio de Puerto Cabras, independiente de Tetir, comenzando a funcionar como tal el 1 de febrero de 1835 con Lázaro Rugama Nieves como primer alcalde. El cargo hereditario de los coroneles pasa ese año a la familia Lara-Cabrera, que lo mantendría hasta 1870. También durante ese año, se delimitó el término municipal, entregándose oficialmente el 13 de febrero de 1836. Diez años después, el 12 de agosto de 1846 los municipios de Casillas del Ángel, Puerto de Cabras y Tetir, ratificaron el deslinde. Poco a poco se van instalando en Puerto Cabras, las distintas instituciones de la administración y el gobierno, convirtiéndolo en capital en 1860, sustituyendo a Betancuria, capital de la isla hasta entonces.

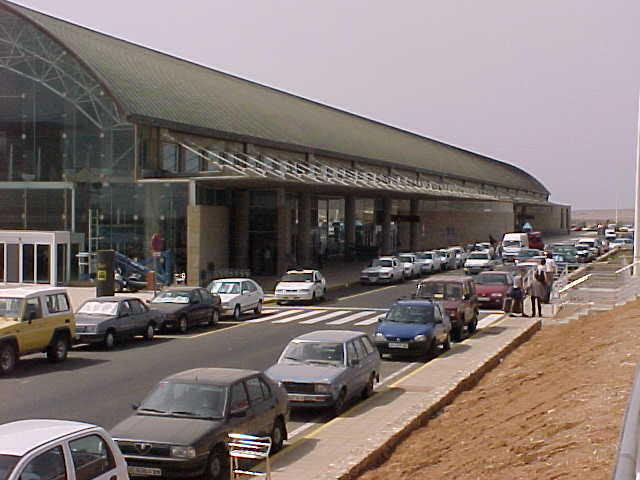
Terminal del aeropuerto de Fuerteventura

En 1941 se iniciaron las obras de un aeródromo militar en Tefía, que se abriría al tráfico comercial en el año 1950. La distancia de la capital y el aumento de los vuelos comerciales, hicieron que las autoridades buscasen emplazamiento para un nuevo aeropuerto. En 1952 se cerraron las instalaciones (que pasó a ser un cuartel de la Legión y luego la Colonia Agrícola Penitenciaria de Tefía) y comenzaron a usarse las de Los Estancos, a 5 kilómetros de la capital.
El 19 de febrero de 1954 el Consejo de Ministros aprueba la Carta Económica Municipal de los ayuntamientos de Fuerteventura, permitiendo el saneamiento de las economías municipales. En esta época, empieza a plantearse la necesidad de cambiar de nombre a Puerto Cabras, cambio que se aprueba en el Consejo de Ministros el 16 de marzo de 1956, pasando a llamarse Puerto del Rosario, nombre que mantiene actualmente.
Entre 1954 y 1966 Fuerteventura sirvió como emplazamiento del campo de trabajo de Tefía, donde fueron confinadas más de un centenar de personas condenadas a trabajos forzados por su homosexualidad en aplicación de la Ley de Vagos y Maleantes y de Peligrosidad y Rehabilitación Social.

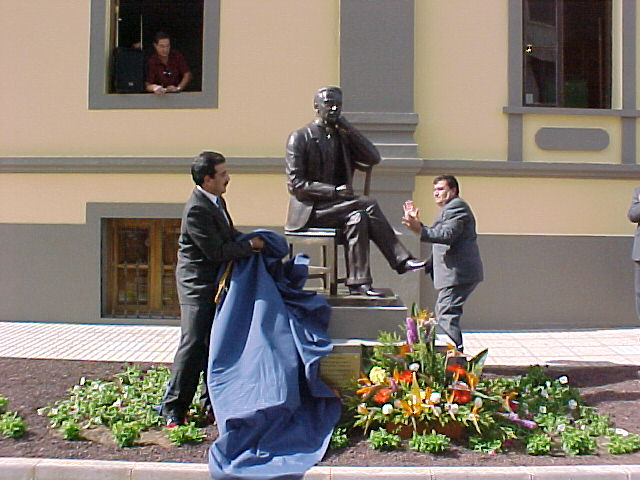
Román Rodríguez y José Juan Herrera Velázquez, presidentes del Gobierno de Canarias y del Cabildo Insular de Fuerteventura en aquel entonces, descubriendo una estatua de Emiliano Hernández en honor a Manuel Velázquez Cabrera el 8 de noviembre de 2001

Durante los años 1960, muchos majoreros emigran a otras islas y al Sahara y la capital va creciendo poco a poco debido a la llegada de gente procedente de los pueblos del interior. La localización de las instalaciones aeroportuarias lleva a la búsqueda de un nuevo emplazamiento para el aeropuerto insular que finalmente se sitúa en El Matorral, que sería inaugurado en 1969. Un Fokker F27 haciendo el trayecto de Las Palmas de Gran Canaria (LPA) a Fuerteventura (FUE) y con destino a Lanzarote (ACE) fue el primer avión que tomó tierra en las nuevas instalaciones aeroportuarias de la isla. Los vuelos internacionales desde Fuerteventura comenzaron en 1973, vuelos que irían incrementándose año a año.
Tras la muerte de Franco y con la descolonización del Sahara, en 1975, el Tercio Don Juan de Austria 3.º de la Legión, al mando del Coronel Pallás, llega a Puerto del Rosario, permaneciendo en la isla hasta 1995.
En 1992 se hizo necesaria una total remodelación de las instalaciones aeroportuarias. Hacia 1994 se comenzaron las obras de ampliación que incluían una nueva terminal de pasajeros, la ampliación de la plataforma de aeronaves, una central eléctrica y la nueva carretera de acceso. En 1994 el transatlántico estadounidense American Star, de 220 metros de eslora, naufragó en la costa de la isla, en el término municipal de Pájara.
Durante los años 2010, Fuerteventura se iría consolidando como un plató de rodaje por excelencia para grandes películas de Hollywood, con largometrajes como El dictador, Exodus: Gods and Kings, Han Solo: Una historia de Star Wars y Wonder Woman 1984 desarrollándose aquí.

## Demografía

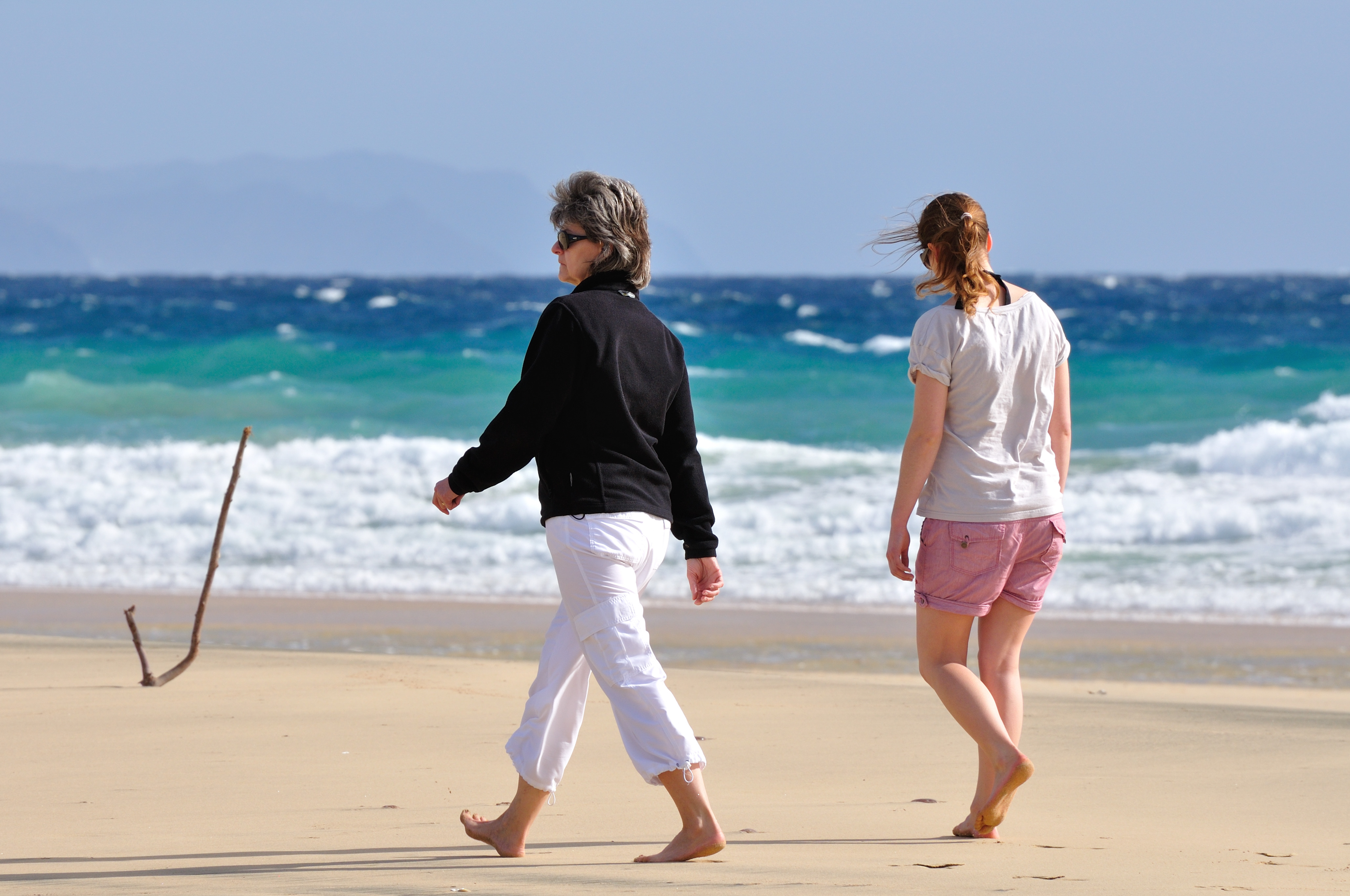
Paseantes en una playa de Jandía

La isla tiene una población de 127 043 habitantes (2024). Por esta razón es la tercera isla más poblada de su provincia y la cuarta del archipiélago, tras Tenerife, Gran Canaria y Lanzarote.
A lo largo de la historia, Fuerteventura había sufrido una pérdida de población debido a la situación económica y al clima, que llegó a convertirla en una isla árida. Sin embargo, el desarrollo turístico en los años 1980 provocó que las cifras demográficas aumentaran año tras año desde entonces, llegando a duplicarse en poco más de una década.
En 2005, con 86 642 habitantes empadronados, la población de Fuerteventura se repartía de la forma siguiente:
- Nacidos en la propia isla: 30 364
- Nacidos en otra isla canaria: 13 175
- Nacidos en el resto de España: 20 938
- Nacidos en otro país: 22 165

Comparando los datos con los de los censos de 2001, se observa que mientras la población nacida en la isla permanece estable, habiendo aumentado en apenas 3000 personas, la población procedente del exterior ha aumentado en 22 910 habitantes, siendo los que mayor impulso han dado al crecimiento demográfico de la isla en estos últimos años.
Los asentamientos más poblados de la isla son, después de Puerto del Rosario (la capital insular), generalmente núcleos turísticos, de costa y con una gran presencia de extranjeros (Corralejo, Gran Tarajal, Morro Jable y Caleta de Fuste; en orden de población). Respecto a las capitales municipales, Puerto del Rosario realmente es la excepción, pues el resto de ellas son de los asentamientos menos poblados de sus municipios, encontrándose generalmente en el árido interior y con una historia agrícola, ganadera o de importancia militar o eclesiástica.
| Gráfica de evolución demográfica de Fuerteventura entre 1900 y 2021      |
|                                                                          |
| Residentes habituales oficiales según los censos de población del ISTAC. |

## Gobierno y política

### Dirección Insular de la Administración General del Estado
El edificio oficial de la Delegación Insular del Gobierno de España, que tiene rango de Subdelegación del Gobierno para la isla, está ubicado en pleno centro de la ciudad, frente a la iglesia parroquial de la Virgen del Rosario, patrona del municipio de Puerto del Rosario.
Esta institución es la encargada de representar al Gobierno de España en la isla de Fuerteventura y, a su vez, gestionar todas aquellas competencias que no hayan sido transferidas al Gobierno de Canarias. En tal sentido, tiene que ver con las siguientes Administraciones Públicas: Cuerpos y Fuerzas de Seguridad del Estado (Policía Nacional y Guardia Civil; Seprona, Departamento Marítimo de Vigilancia costera, Salvamento Marítimo, Tráfico, Extranjería, Permisos de Conducir, Pasaportes, Tarjetas de Residencia, etc.), el puerto de Puerto del Rosario, el Aeropuerto de Fuerteventura, Agencia Tributaria, Aduanas, Departamento de Costas, Capitanía Marítima, Dirección Insular de Tráfico, Centro de Internamiento de Inmigrantes (CIR), Instituto Social de la Marina, ISFAS, Seguridad Social, Carreteras generales del Estado, Cruz Roja, Protección Civil, y otras.
Desde el 30 de junio de 2007, el director insular de la Administración General del Estado (o delegado insular del Gobierno de España) es Eustaquio Juan Santana Gil.

### Cabildo Insular de Fuerteventura
Los cabildos, formados a partir de la Ley de Cabildos de 1912, son las formas gubernativas y administrativas propias de las Islas Canarias y cumplen dos funciones principalmente. Por una parte, prestan servicios y ejercen competencias propias de la comunidad autónoma y por otra, son la entidad local que gobierna la isla. En las elecciones de 2003 salió elegido presidente Mario Cabrera González, de Coalición Canaria, agrupación que obtuvo el 31,02 % de los votos, seguida del PSOE con un 27,53 %, formación a la que pertenece el vicepresidente Domingo Fuentes Curbelo.
La sede del cabildo está situada junto a la iglesia de Puerto del Rosario y la Dirección Insular del Gobierno.

### Municipios

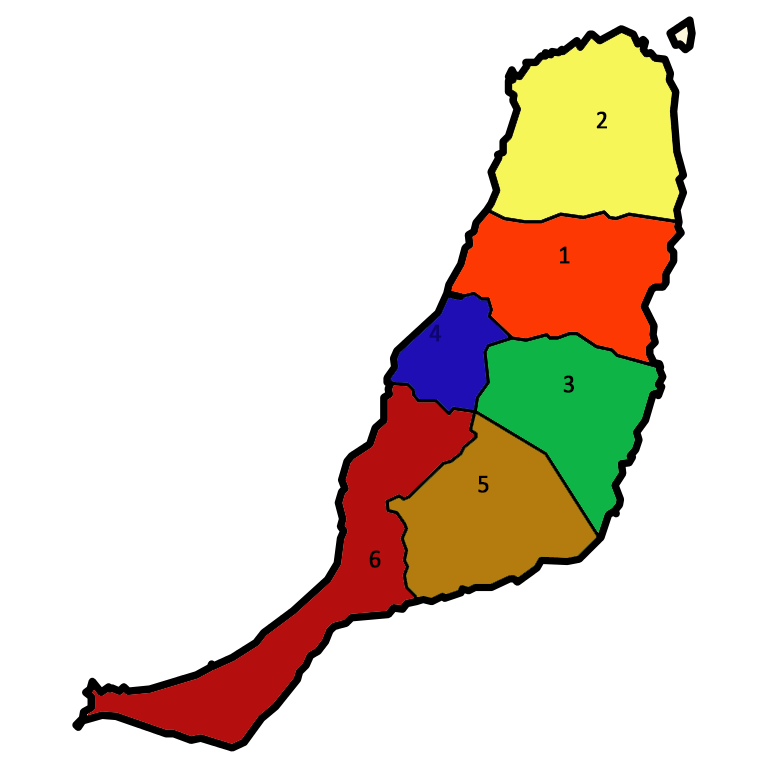
Municipios de Fuerteventura: 1. Puerto del Rosario 2. La Oliva 3. Antigua 4. Betancuria 5. Tuineje 6. Pájara

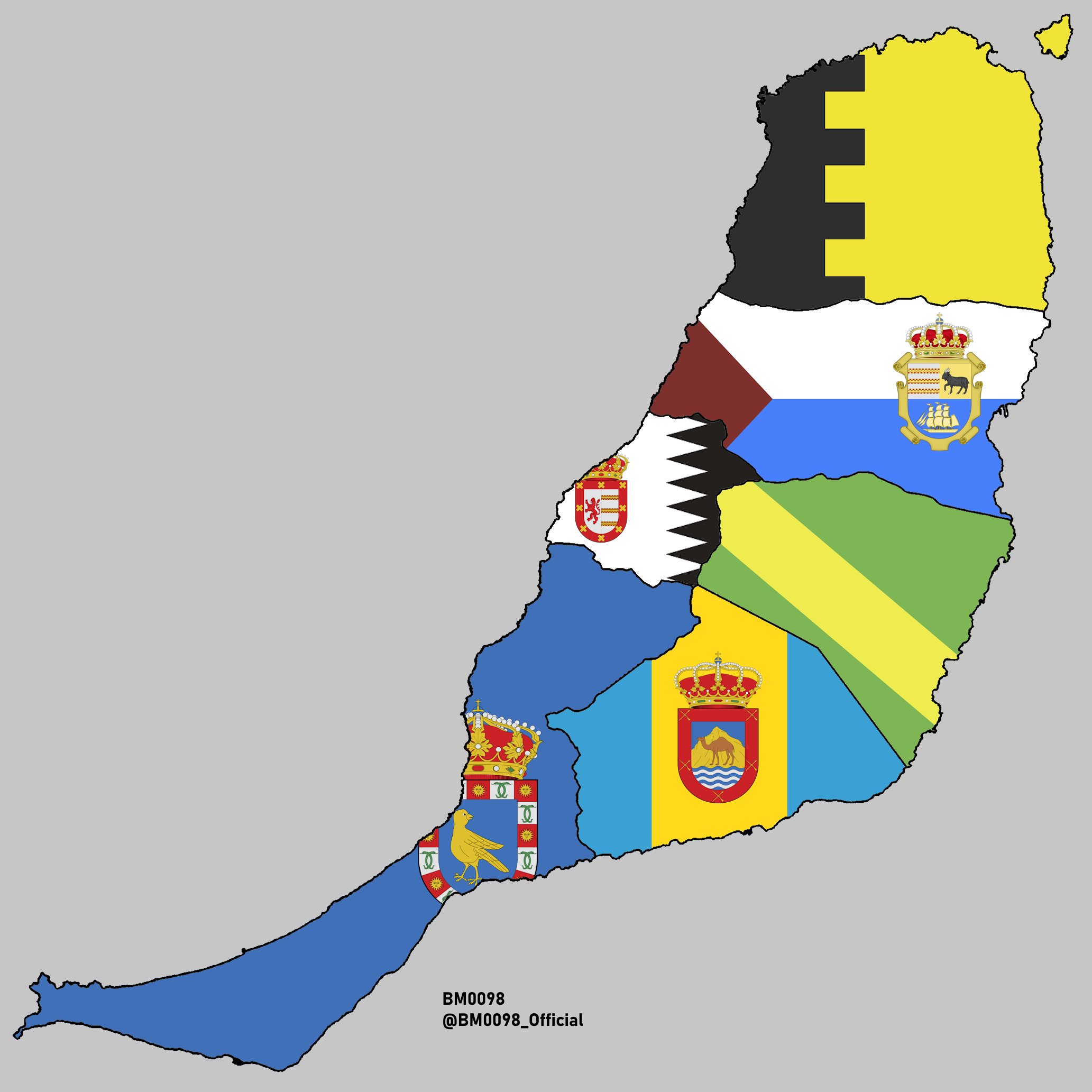
Municipios de Fuerteventura con Banderas Municipales

La isla se divide en seis municipios con sus respectivos ayuntamientos, integrados en la FECAM, regidos por la legislación básica de régimen local y sus respectivos reglamentos orgánicos. Los municipios, formados por varias poblaciones, son los siguientes (Datos poblacionales INE 2020):
| Municipio          | Habitantes (INE 2022) | Superficie km² | Densidad km² Hab./km² | Cod INE | Código Postal              |
| ------------------ | --------------------- | -------------- | --------------------- | ------- | -------------------------- |
| Antigua            | 12 940                | 250,56         | 52                    | 35003   | 35630, 35638               |
| Betancuria         | 789                   | 103,64         | 8                     | 35007   | 35637                      |
| La Oliva           | 27 945                | 356,13         | 78                    | 35014   | 35640, 35649, 35650, 35660 |
| Pájara             | 20 751                | 383,52         | 54                    | 35015   | 35625-35628                |
| Puerto del Rosario | 42 024                | 289,95         | 145                   | 35017   | 35600, 35610-35613         |
| Tuineje            | 15 572                | 275,94         | 56                    | 35030   | 35620, 35627-35629         |

Algunos de estos municipios están a su vez organizados en la Mancomunidad de Municipios del Centro-Sur de Fuerteventura, integrada por Antigua, Betancuria, Pájara y Tuineje. Hasta su disolución en 2009, el resto de municipios estuvo integrado en la Mancomunidad de Municipios del Centro-Norte.

## Economía

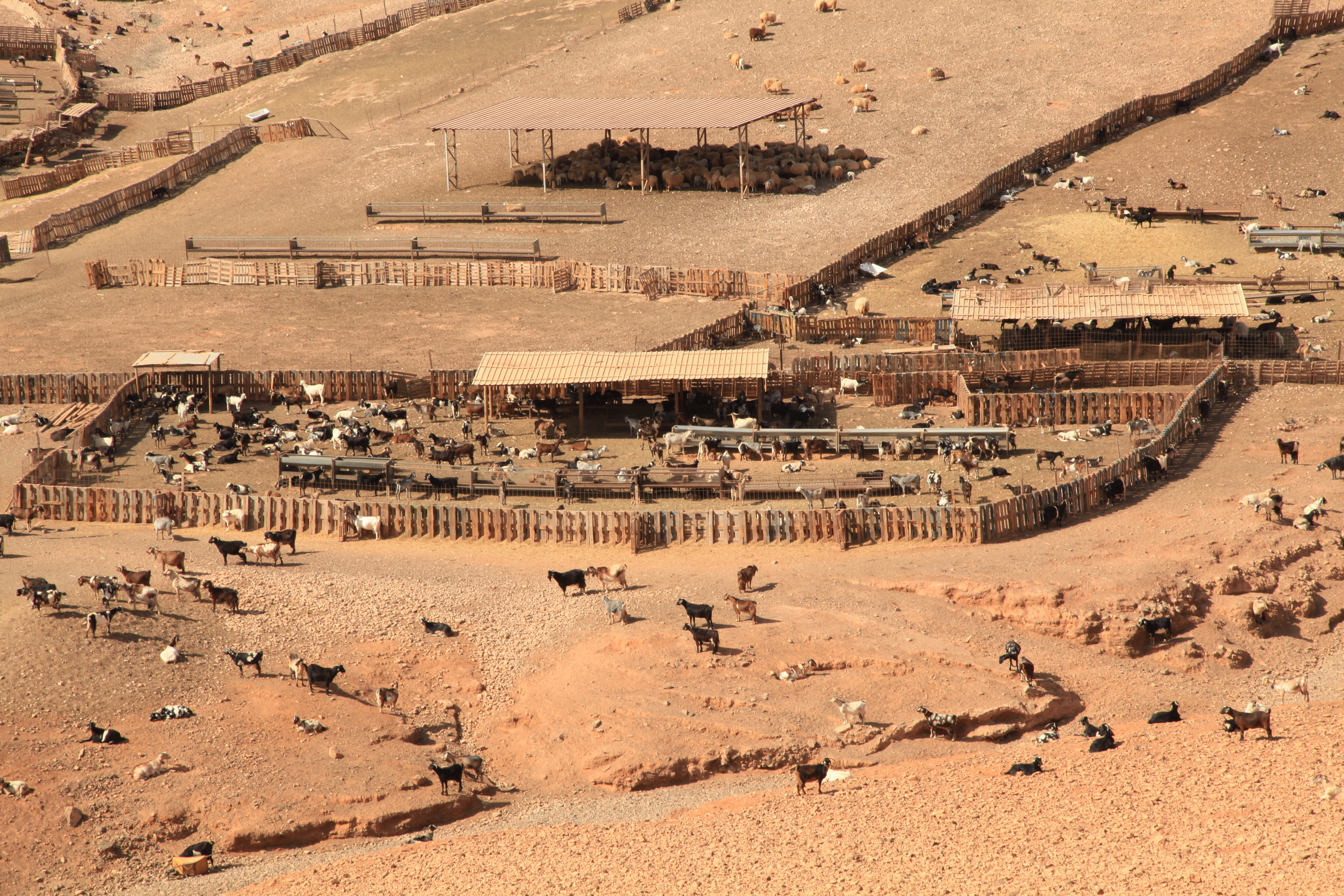
Cabras y ovejas en Fuerteventura

Tras la conquista, la economía majorera giraba principalmente en torno a la orchilla (roccella canariensis), el cereal y el ganado. Tanto Fuerteventura como Lanzarote serían durante los siglos XVI, XVII y XVIII las principales exportadoras de trigo y cereales a las islas centrales del archipiélago; Tenerife y Gran Canaria. Si bien, este comercio casi nunca revirtió en los habitantes de Lanzarote y Fuerteventura (debido a que los terratenientes de estas islas se lucraban de dicha actividad), produciéndose períodos de hambruna, por lo que la población de estas islas tuvo que desplazarse a Tenerife y Gran Canaria para intentar mejorar su suerte. Constituyéndose la isla de Tenerife como el principal foco de atracción para majoreros y lanzaroteños, de ahí el sentimiento de unión que siempre ha existido en el ámbito popular con esta última isla.
El cultivo de la barrilla (mesembryanthemum crystallinum) llegó a Fuerteventura en 1780 y junto con la orchilla, se convirtió en motor de la economía de la isla. La demanda de estos productos propició el crecimiento de Puerto Cabras y el desarrollo de su puerto, que fue ganando importancia en la entrada y salida de estas y otras mercancías. A finales del siglo XIX, el precio de la cochinilla se devaluó provocando una crisis económica. Con el paso del tiempo, estas actividades fueron perdiendo peso en la economía isleña para dar paso al turismo, base de la economía prácticamente de toda Canarias.

### Turismo
La actividad principal de la isla actualmente se localiza en el turismo. En los últimos años Fuerteventura se ha dotado de grandes complejos hoteleros y zonas turísticas que han dado un impulso notable al sector servicios.

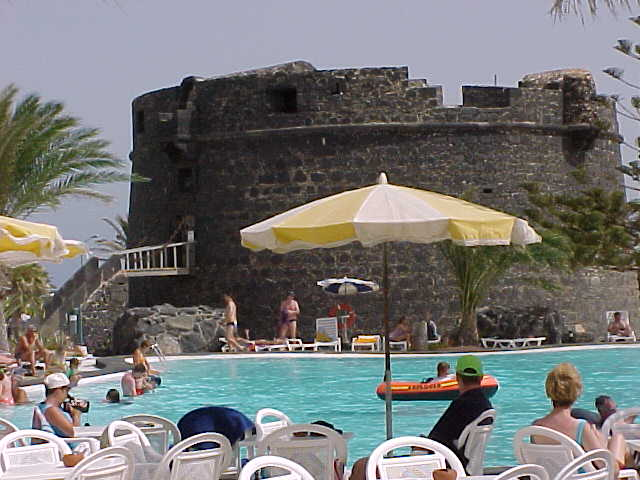
Instalaciones turísticas en Caleta de Fuste (Antigua)

En la isla había a 31 de diciembre de 2005 un total de 117 establecimientos hoteleros y 58 extrahoteleros que sumaban un total de 46 812 plazas, con un índice de ocupación del 71,6 %. Una de las consecuencias del aumento de población y de la oferta turística, ha sido el consiguiente incremento de los establecimientos hosteleros, existiendo 862 bares, 135 cafeterías y 482 restaurantes censados en esa misma fecha. La mayor parte de los turistas que llegan a la isla, lo hacen a través del aeropuerto y en su mayoría, son extranjeros, principalmente alemanes y británicos. Este crecimiento ha llevado aparejado a su vez el del consumo de cemento debido al auge de la construcción, llegándose a utilizar en la isla 280 077,8 t de cemento.

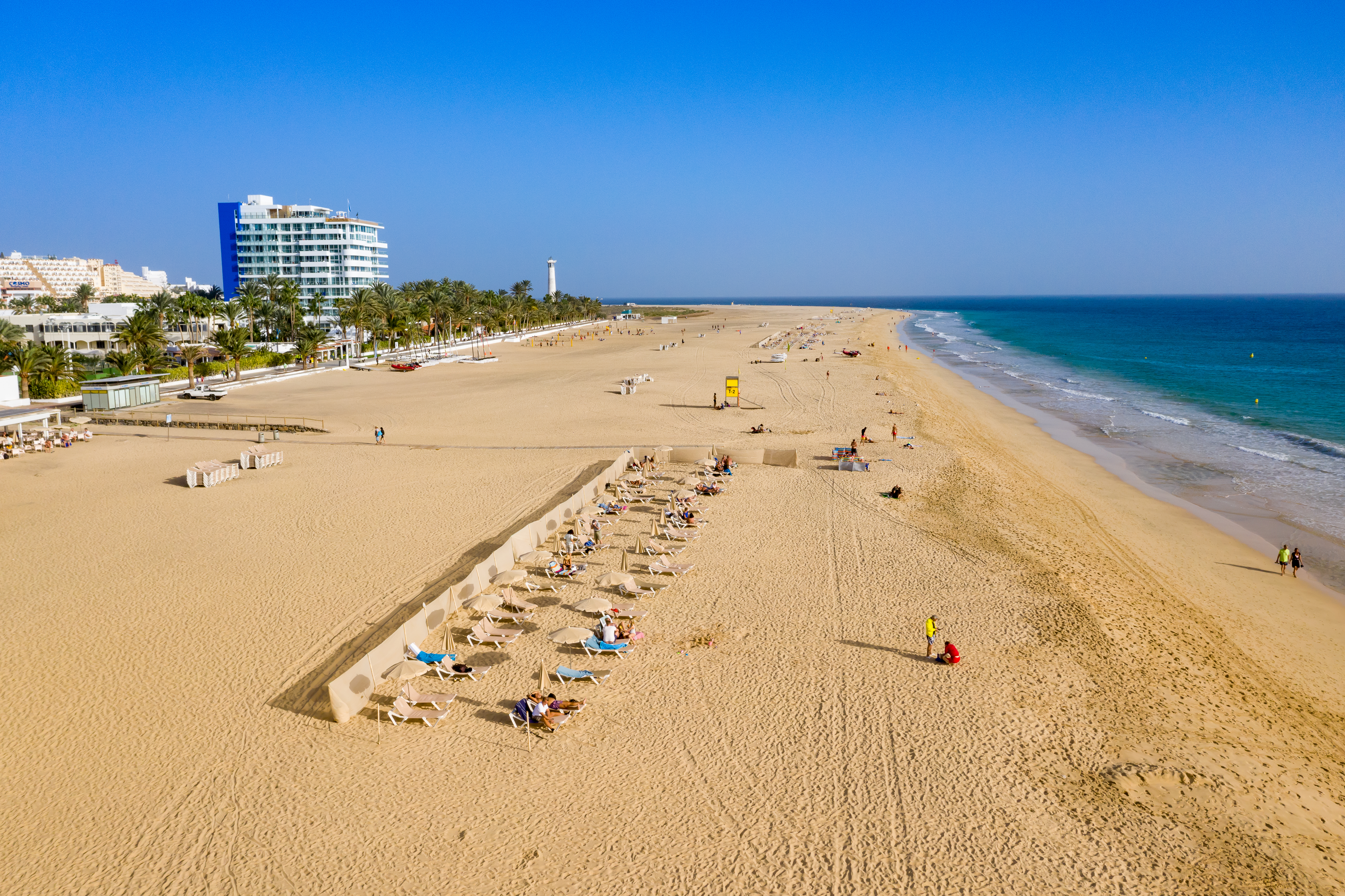
Turismo de playa en el sur de la isla

Fuerteventura recibió la medalla de oro del Quality Coast Gold Award 2012, premio internacional que distingue la calidad medioambiental costera para un turismo sostenible, calificando a la isla majorera como Destino muy recomendado en las categorías de Naturaleza (conservación de la naturaleza, contacto con la naturaleza, políticas ecológicas, paisajes abiertos y gestión de ruidos y luces) e Identidad (herencia cultural, territorio y tradición, identidad local, hospitalidad y satisfacción y derechos humanos y justicia), apreciando sus esfuerzos por convertirse en un destino turístico sostenible. Gracias a este premio Fuerteventura ha sido seleccionada para ser incluida en el atlas global del turismo sostenible, DestiNet.

### Energía
En lo que al sector energético se refiere, Fuerteventura produjo 85 282 Mwh de energía eléctrica en 2014, de los que 25 761 (4,1 %) procedían del viento, lo que la coloca en tercer lugar en Canarias en la producción de este tipo de energía por detrás de Gran Canaria y Tenerife.

### Agricultura, ganadería y pesca

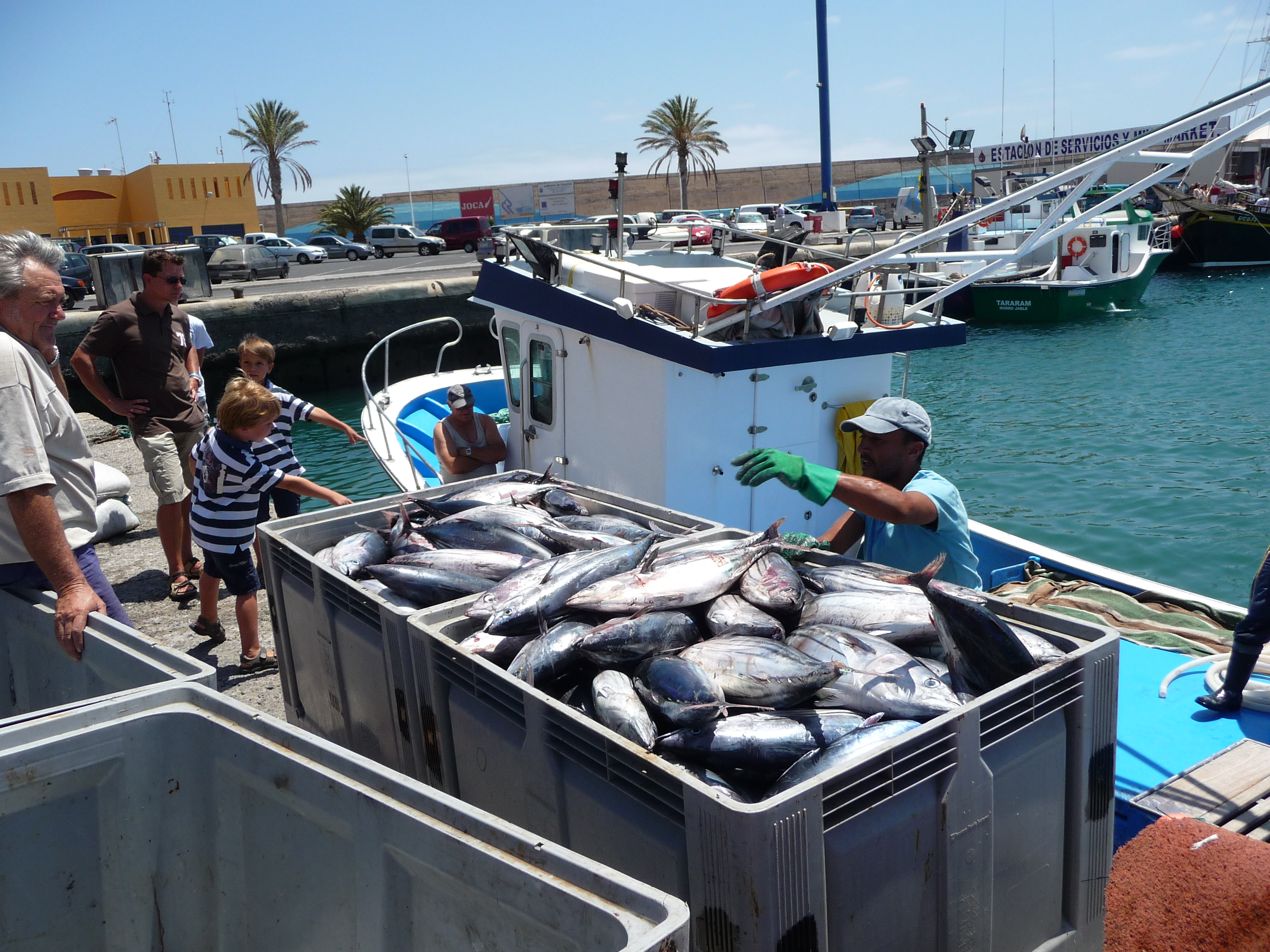
Pesca en la isla

Otros sectores económicos que pueden citarse, aunque con un desarrollo escaso, son la pesca, la ganadería (cabras) y la agricultura (cereales y hortalizas). Con el fin de dinamizar estos sectores, se celebra periódicamente desde 1986 en la Granja Experimental de Pozo Negro la Feria de Agricultura, Ganadería y Pesca (FEAGA). En esta feria, además de las muestras de maquinaria y ganado y productos agrícolas de toda Canarias, se celebran distintos actos y concursos entre los que cabe destacar el Concurso Nacional de Quesos Elaborados con Leche de Cabra, las carreras de caballos o las exhibiciones de deportes tradicionales.

## Infraestructuras y servicios

### Aeropuerto
El aeropuerto es el principal punto de acceso a la isla. Sus instalaciones están capacitadas, según Aena, para dar servicio a cinco millones de pasajeros al año (entre llegadas y salidas). Se encuentra situado en El Matorral, a cinco kilómetros de Puerto del Rosario.

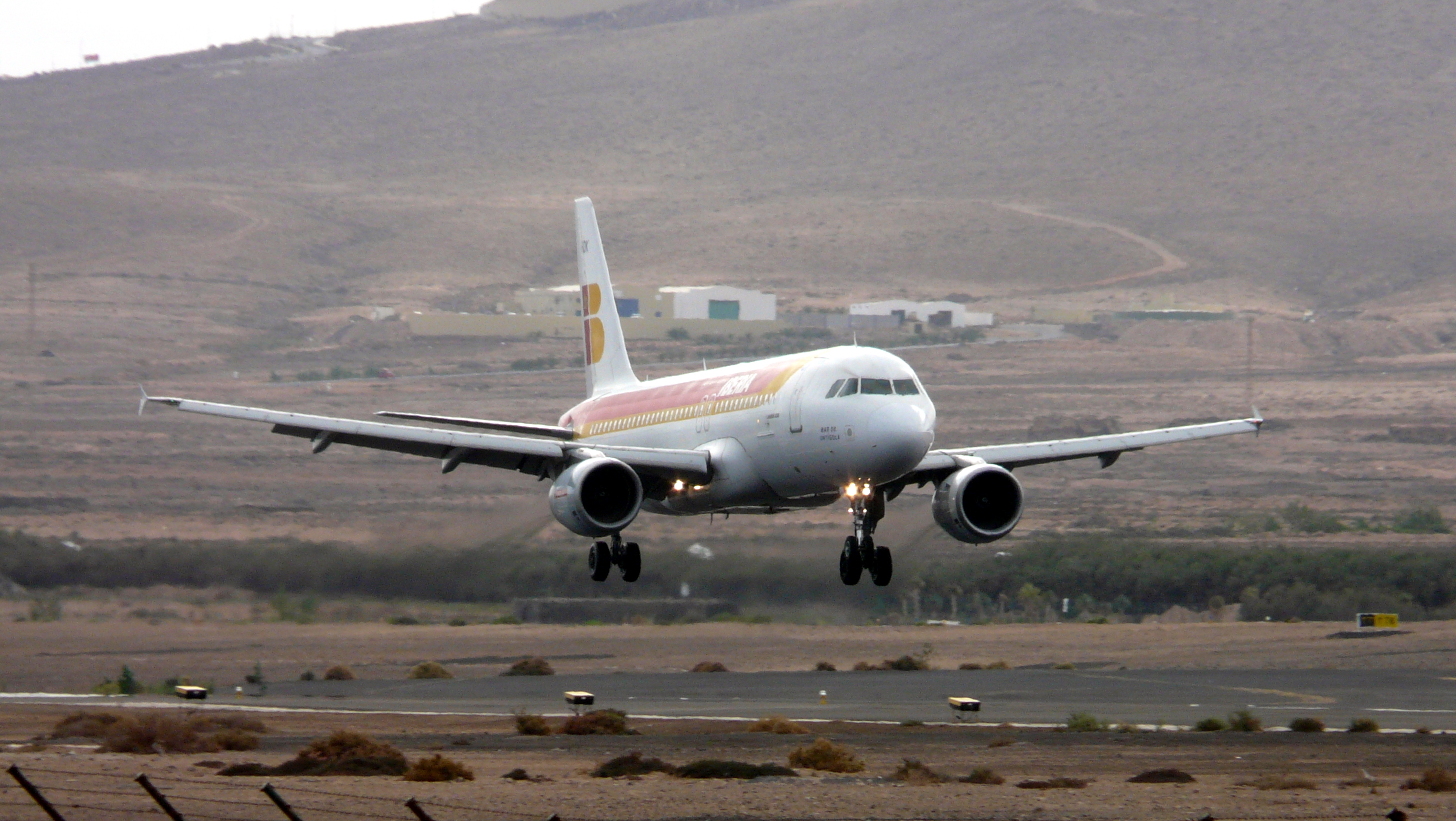
Avión en el aeropuerto de Fuerteventura

Cuenta con conexiones en horas de servicio, cada media hora con Puerto del Rosario y Caleta de Fuste y con la zona sur aproximadamente 6 veces al día mediante las guaguas de Tiadhe (Transporte interurbano de viajeros). A su vez cuenta con servicio de taxis de los municipios de Puerto del Rosario, Antigua y La Oliva principalmente.
Al margen del aeropuerto de Aena, existieron iniciativas que estudiaron la posibilidad de la construcción de un aeropuerto de carácter privado en el sur de la isla. Posteriormente fue descartado tras la ampliación del aeropuerto actual.
En diciembre de 2009 se inauguraron las nuevas instalaciones de la terminal de llegadas del aeropuerto de Fuerteventura, triplicando el espacio disponible en las antiguas instalaciones. Hasta 4000 pasajeros por hora son atendidos en la actualidad gracias a las nuevas instalaciones, lo que mejora la experiencia del viaje de los turistas que lleguen a la isla y de los habitantes que hacen uso de las instalaciones tanto a diario, como esporádicamente. La nueva sala de recogida de equipajes cuenta con trece cintas, facilitando así la recogida de equipajes en vuelos europeos incluidos en el Acuerdo de Schengen, nacionales e internacionales.
La segunda fase de la ampliación, ya en marcha, incluye la remodelación del edificio original y la ampliación de la zona de facturación, controles de seguridad y zona de embarque. Con esto se pretende que el aeropuerto de Fuerteventura esté preparado para un futuro crecimiento de la demanda aérea.

### Puertos

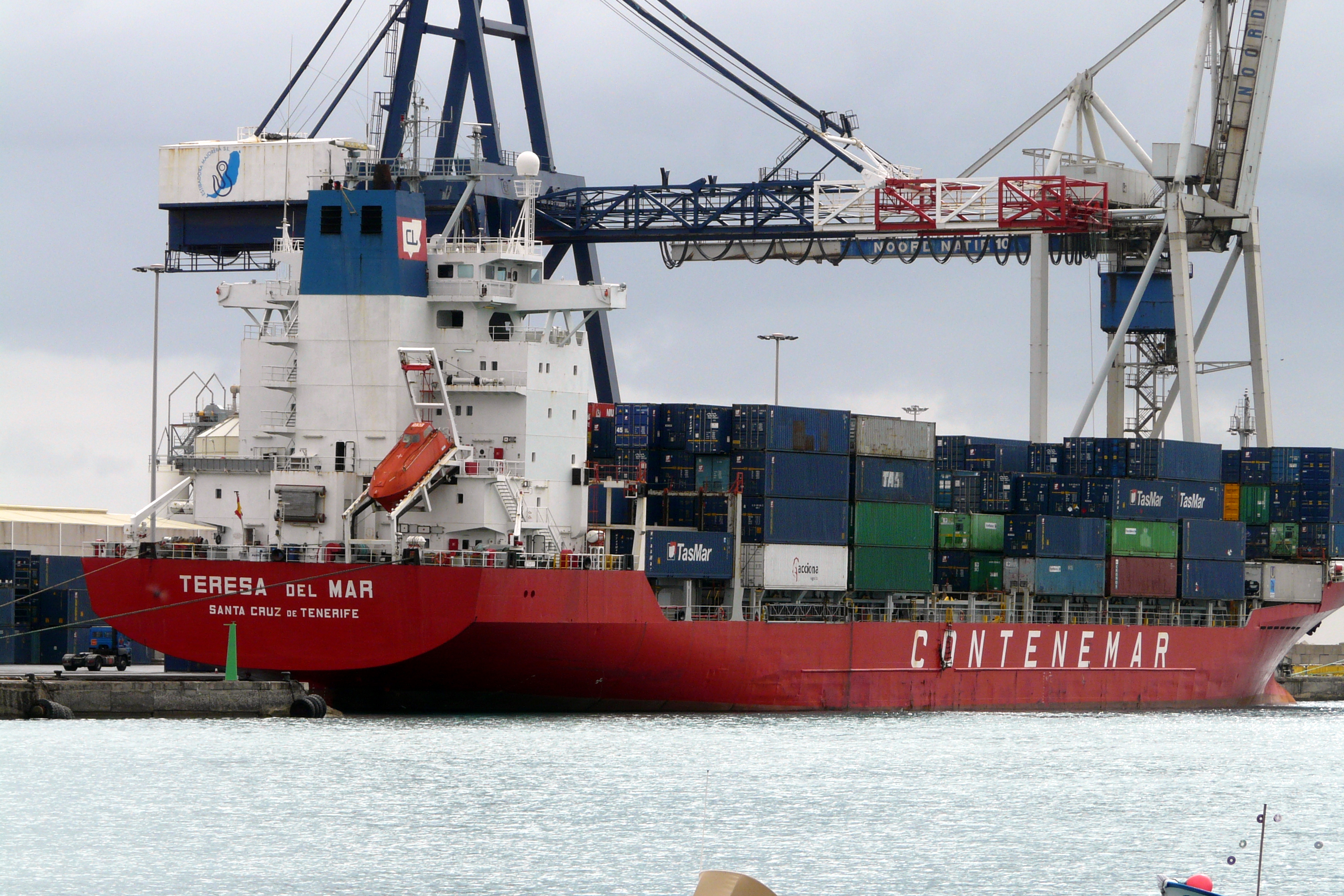
Tráfico de mercancías en el puerto de Puerto del Rosario

Las comunicaciones marítimas se realizan desde tres puertos, Puerto del Rosario, Corralejo y Morro Jable. La actividad principal de Puerto del Rosario es el tráfico de mercancías aunque sus instalaciones permiten el atraque de cruceros turísticos y un ferry procedente de Gran Canaria. Actualmente se está ampliando y construyendo un puerto deportivo.
El tráfico de pasajeros se canaliza principalmente a través de Corralejo, Gran Tarajal y Morro Jable. El puerto de Corralejo une la isla con Lanzarote, el de Gran Tarajal con Gran Canaria y el de Morro Jable con Gran Canaria y Tenerife.
En 2007 se puso en funcionamiento una línea marítima regular, operada por la Naviera Armas, que unía el Puerto del Rosario con el pueblo marroquí de Tarfaya, suspendida desde el 1 de mayo de 2008 tras encallar el ferry frente a la costa marroquí.

### Carreteras

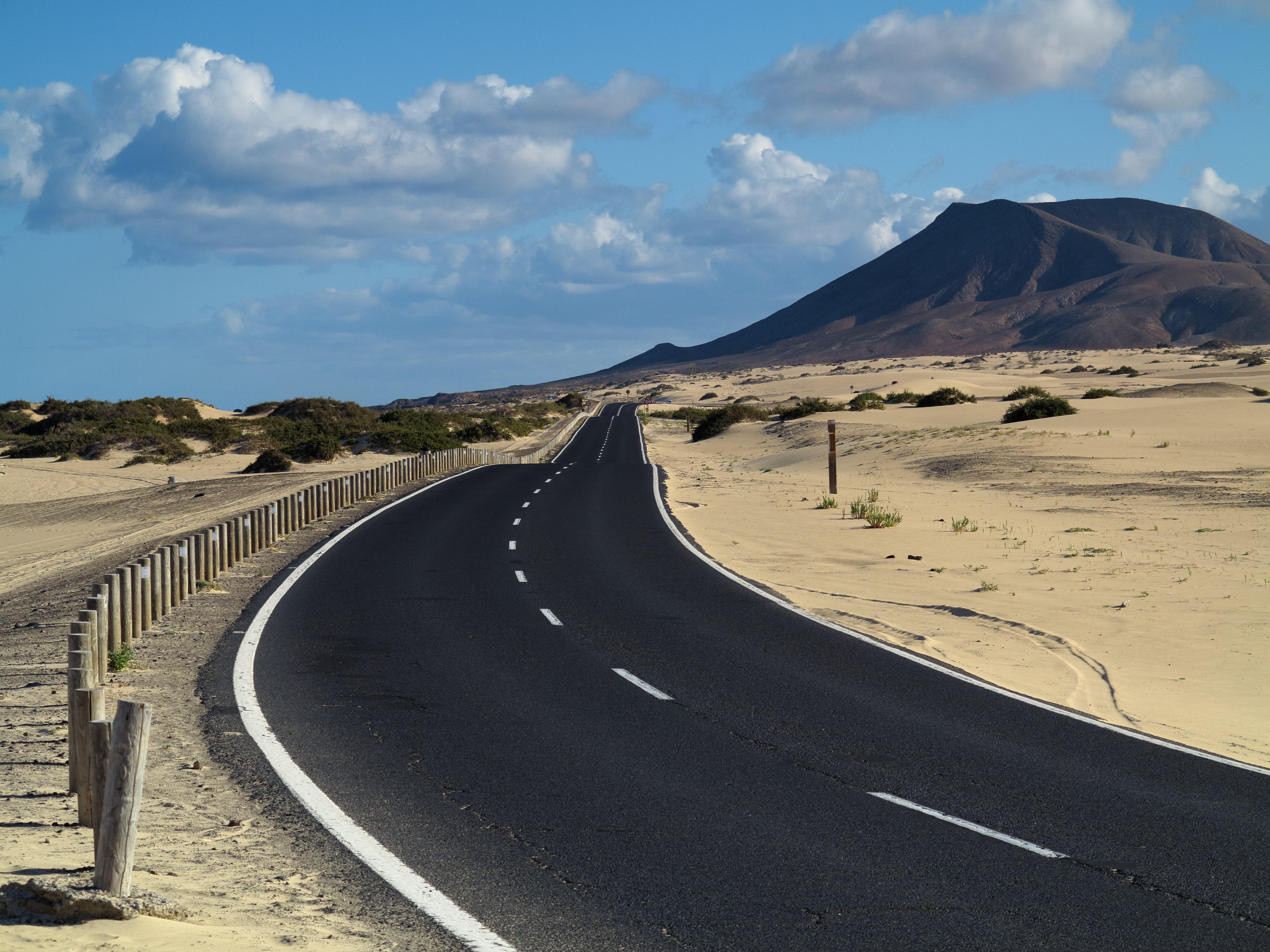
Tramo de la carretera FV-1

Además de las carreteras y pistas que unen las distintas poblaciones por el interior de la isla, existen dos vías principales bordeando la costa: la FV-1 (carretera del Norte) une Puerto del Rosario con Corralejo, y la FV-2 (carretera del Sur) con Jandía. El crecimiento de la isla ha hecho que estas vías se vean saturadas y con un alto índice de siniestralidad. Por ello, se están llevando a cabo mejoras en distintos tramos de esta carretera que, en el futuro, se pretende convertir en el eje norte-sur que una Morro Jable con Corralejo.
En Puerto del Rosario existe una estación de guaguas, con espacio para 15 vehículos normales y dos arcenes para vehículos de grandes dimensiones. La estación da servicio tanto al servicio público de transporte de viajeros del municipio de Puerto del Rosario como a las líneas que unen las distintas poblaciones de la isla.

### Educación

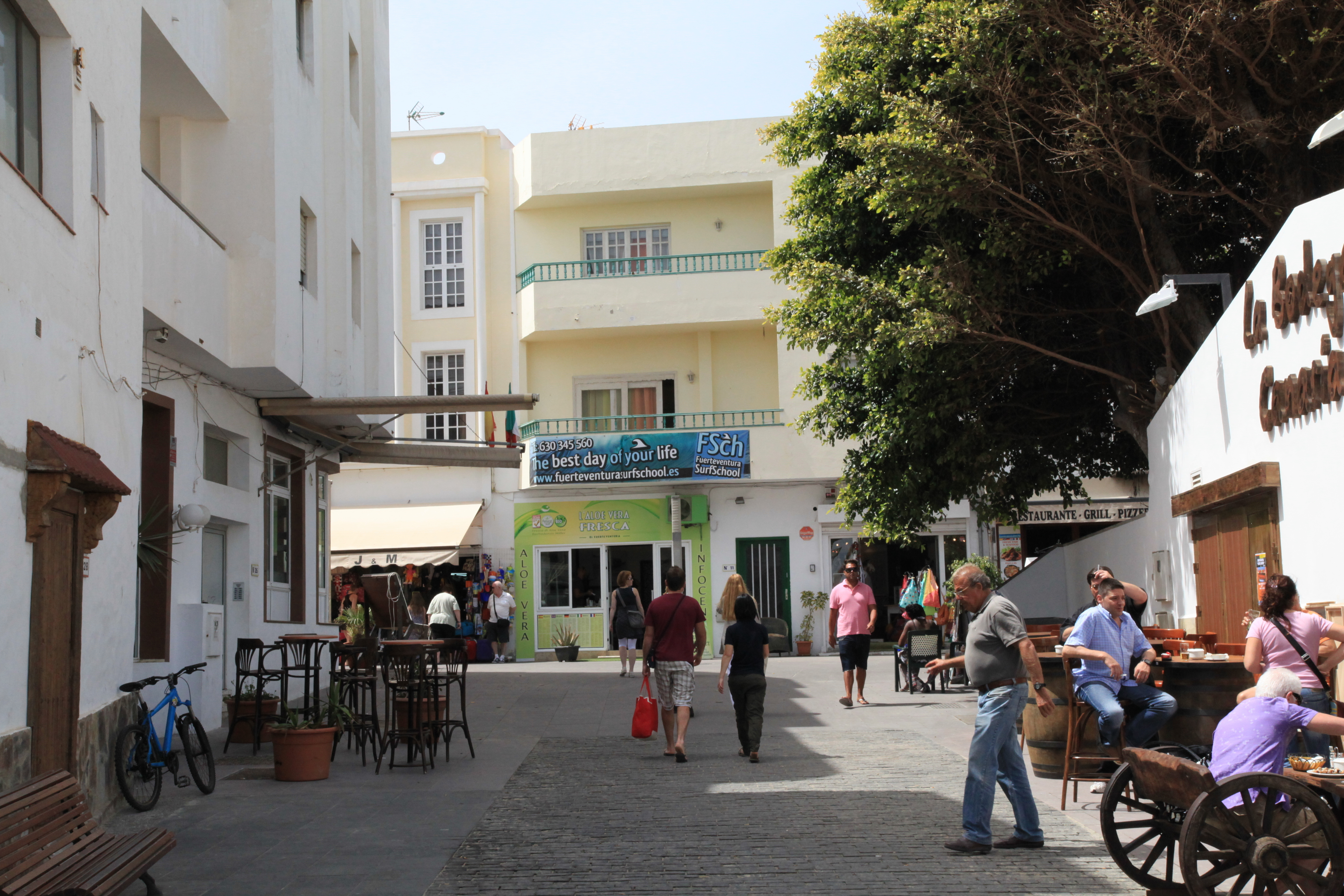
Terrazas en Corralejo, La Oliva

En la isla hay 116 centros de enseñanza no universitaria para un total de 14 337 alumnos. De estos centros 45 son de enseñanza primaria, diez de la ESO, seis de Bachillerato y cuatro de Formación Profesional.
Fuerteventura cuenta además entre sus recursos educativos con un centro asociado de la UNED, en el que se pueden cursar estudios de Ciencias Económicas, Ciencias Empresariales, Derecho, Historia o Turismo entre otros.

### Sanidad
La isla cuenta con el Hospital General de Fuerteventura Virgen de la Peña ubicado en el municipio de Puerto del Rosario, capital de la isla. Atiende a la población del área de salud de Fuerteventura, conformada por los 6 municipios de la isla. Su Hospital de Referencia es el Hospital Universitario Insular de Gran Canaria en Las Palmas de Gran Canaria.

## Cultura
En Fuerteventura se celebran gran cantidad de eventos y fiestas tradicionales. Además, en la isla se puede encontrar una gran variedad de instalaciones para el disfrute de las artes escénicas, plásticas o para profundizar en la historia y cultura majorera.

### Fiestas tradicionales

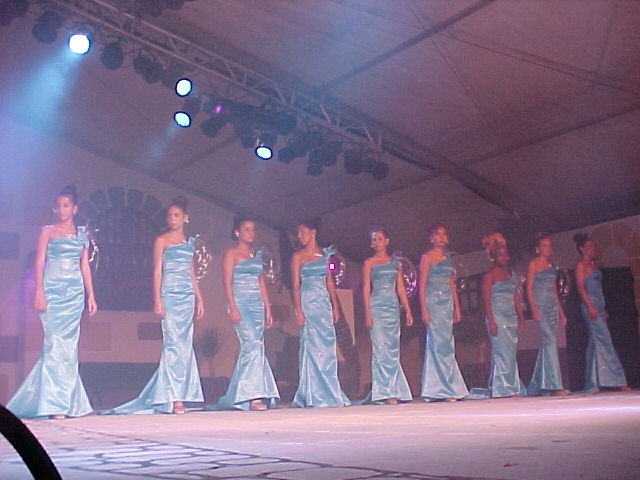
Candidatas a reina de las fiestas del Rosario en el año 2000, en Puerto del Rosario

Como en toda Canarias, unas de las fiestas con más tradición que se celebran en la isla, son los carnavales, celebrados en fechas variables entre febrero y marzo en todos sus municipios. En estas fiestas, dedicadas a un tema cada año, destacan entre otras cosas los desfiles, las galas de elección de reina del carnaval y las murgas.
Además, cada municipio cuenta con fiestas propias en los distintos pueblos y caseríos, con diversas tradiciones y actividades.
- De entre todas las fiestas patronales que se celebran en el municipio de Antigua, la más importante es la celebrada el 8 de septiembre, Nuestra Señora de Antigua. Además de conciertos, fuegos y otras actividades, el día de la Virgen se celebra una misa a las 13:00 que es seguida por un vino de la concordia, para terminar con una procesión de la Virgen alrededor de la iglesia por la tarde.

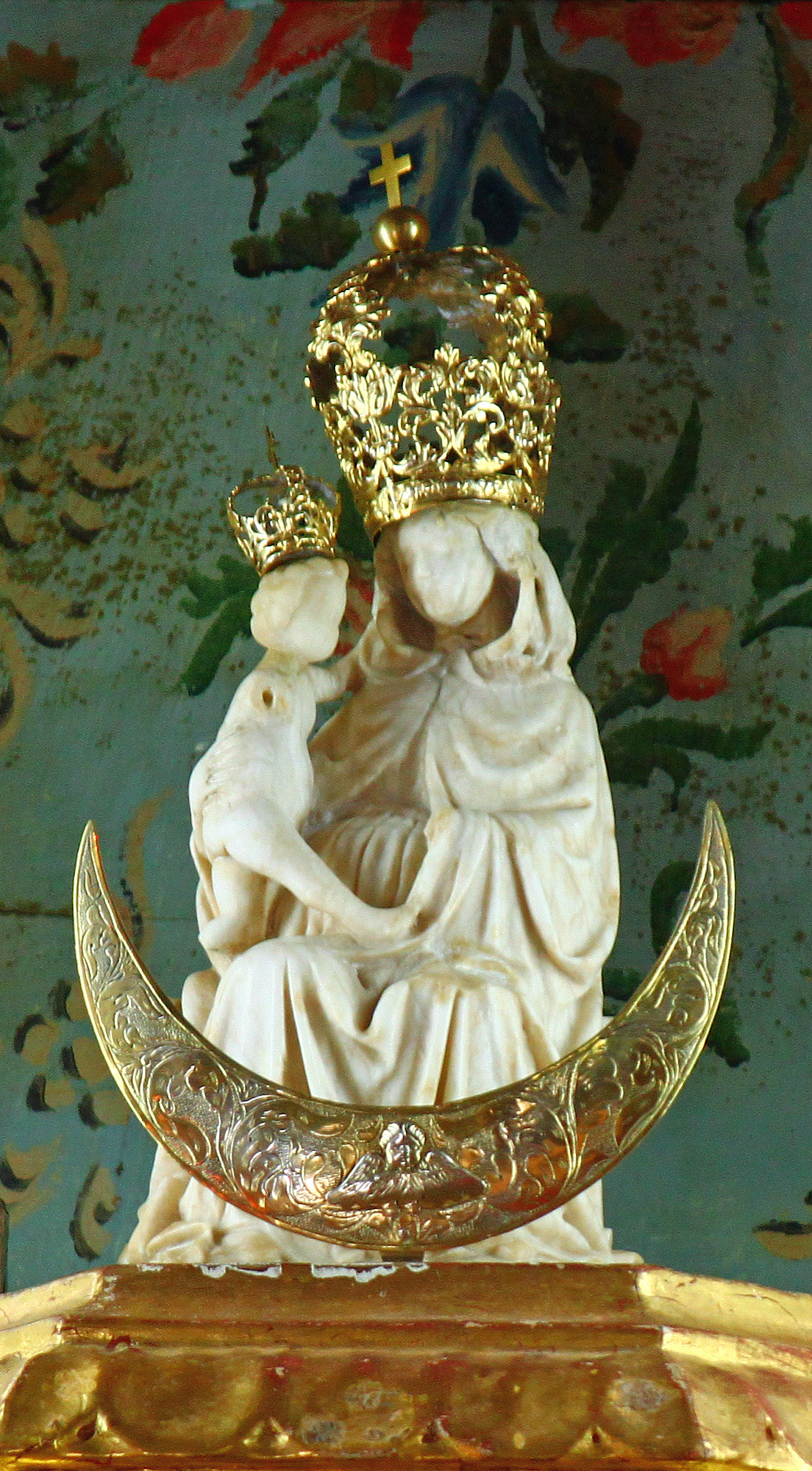
Imagen de alabastro de la Virgen de la Peña (Patrona de Fuerteventura)

- En el municipio de Betancuria, en la Vega de Río Palmas, se celebran todos los años las fiestas en honor a la Virgen de la Peña,[63] patrona de la isla de Fuerteventura, cuya expresión más representativa es la romería en la que participan gentes de todos los rincones de la isla. Su fiesta se celebra el tercer sábado del mes de septiembre.
- Las fiestas más importantes en La Oliva son las celebradas en febrero en honor a la Virgen de la Candelaria. También destacan en este municipio las fiestas del Carmen, en Corralejo, con su correspondiente romería y las fiestas en honor a Nuestra Señora de los Dolores y a San Miguel Arcángel celebradas en La Caldereta a finales de septiembre y principios de octubre, entre otras.
- Entre las fiestas de más importancia del municipio de Puerto del Rosario están las fiestas en honor a Nuestra Señora del Rosario, celebradas en torno al 7 de octubre. Durante los días que duran las fiestas se puede asistir a varios conciertos y verbenas, visitar el recinto ferial o participar en la romería, entre otras actividades.
- En Tuineje también se celebran gran cantidad de fiestas patronales, con romerías y Ranchos de Ánimas entre otras tradiciones, pero destacan las fiestas juradas en honor de san Miguel Arcángel, celebradas en torno al 29 de septiembre y el 13 de octubre. Estas fiestas tienen origen en el juramento hecho al santo tras la victoria en la Batalla de Tamasite en 1740. Además de las celebraciones religiosas, se celebran representaciones de los desembarcos ingleses en Gran tarajal y de las batallas, en los lugares en las que ocurrieron.

### Conciertos y festivales

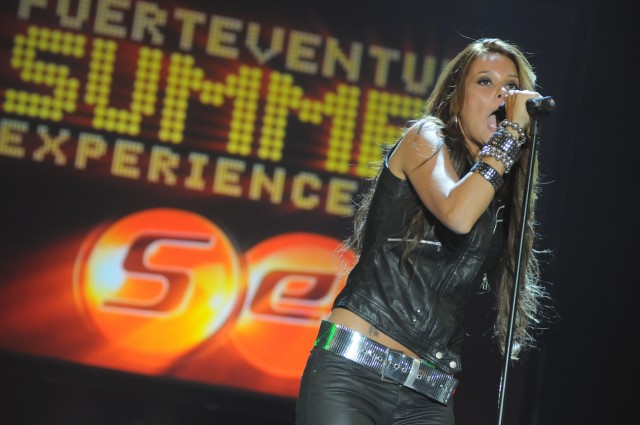
Lorena en Fuerteventura Summer Experience el año 2008

Además de los conciertos y festivales celebrados en los auditorios, como el Festival de Música de Canarias, por ejemplo, se celebran conciertos por toda la isla, muchos de ellos con motivo de las distintas fiestas patronales, con grupos como Estopa, La Oreja de Van Gogh o King África.
El creciente interés en la isla por este tipo de eventos ha propiciado la puesta en marcha de varios festivales que poco a poco se van consolidando dentro del panorama musical, tanto de las islas como del país:
- Lebrancho Rock: en 2004, el Ayuntamiento de Puerto del Rosario comenzó con esta iniciativa ante la cantidad de grupos locales que ensayaban en locales durante años pero no tenían la oportunidad de tocar en público. En el festival, que se celebra en torno a la Semana Santa, han actuado tanto grupos locales como del resto de Canarias y la península. Algunos de estos grupos son Huérfanos de la Tormenta, El Bar de Mou, Limando el Serrucho, Metrabate, Cuerno Cabra, Imetra, Alma sin Dueño, Histeria Colectiva, Pechuga Band, Maneras de vivir, Urban Dux o Berri Txarrak.[64]
- Fuertemúsica: así como el Lebrancho Rock prima la participación de grupos locales o emergentes, Fuertemúsica, que inició su andadura en el mismo año, presenta principalmente grupos consolidados en el mundo de la música. Así, nos encontramos que en su escenario en las playas de El Cotillo, han actuado por ejemplo Tabajoste, Arístides Moreno, Bebe, Macaco, Ojos de Brujo, Radio Tarifa o Ed Motta.

### Auditorios

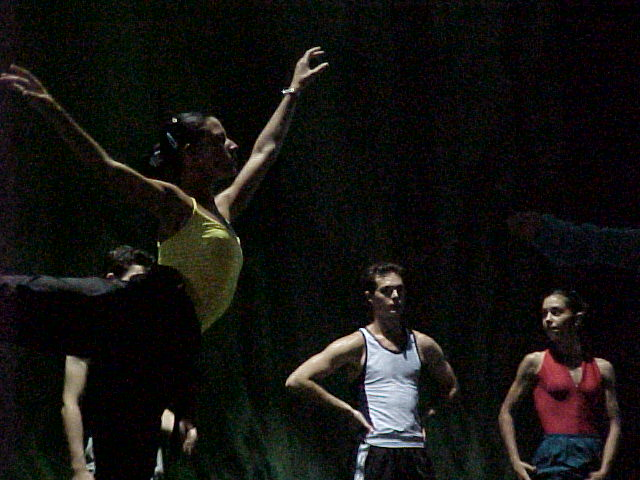
Ensayos de la Compañía Nacional de Danza 2 en el auditorio de Puerto del Rosario el 25/07/2000

Fuerteventura cuenta con tres auditorios en los que se llevan a cabo tanto representaciones de las distintas artes escénicas como conferencias, galas benéficas o mítines políticos.
- Auditorio Insular de Fuerteventura: cuenta con 550 butacas y es el más antiguo de los dos recintos de este tipo que hay en la isla. Por su escenario han pasado numerosos artistas tanto del panorama canario, como del nacional o internacional, entre los que cabe destacar Pedro Guerra, Manolo Vieira, Fito & Fitipaldis, Esperanza Roy, Gemma Cuervo, Carlos Sobera, Mirtha Ibarra, Vladimir Cruz o la Compañía Nacional de Danza 2 entre otros.
- Auditorio de Gran Tarajal: se encuentra, como su nombre indica, en Gran Tarajal, Tuineje. Fue inaugurado el 5 de abril de 2002 con la obra La gatita y el búho y cuenta con 360 plazas.
- Auditorio de Corralejo: se encuentra, como su nombre indica, en Corralejo, La Oliva.

### Centro Bibliotecario Insular
El Centro Bibliotecario Insular está situado en el centro de la ciudad, en la antigua universidad popular. Cuenta con un salón polivalente con 180 butacas, aire acondicionado, zona wifi, sala multimedia donde se realizan charlas, presentaciones, festival de cine, etc.

### Museos y salas de exposiciones
En la isla existen varios museos temáticos así como con varias salas de exposiciones tanto de carácter público como privado, entre los que se encuentran los siguientes:
- Casa de los Coroneles: señorial edificio en La Oliva. Data del siglo XVII y está declarado monumento histórico artístico español. Fue restaurado en el año 2005. Se han recuperado para la visita las salas originarias y dependencias en las que vivían y ejercían los coroneles de la isla. En algunas salas se ha instalado una exposición sobre los orígenes de la casa, su historia y la de sus moradores. También acoge exposiciones de arte y otras actividades culturales.
- Centro de Arte Canario Casa Mané: situado en el municipio de La Oliva, Aquí puedes contemplar obras de artistas canarios famosos. En la planta baja hay habitaciones para los expositores del momento y un patio con esculturas, mientras que el sótano tiene una galería de arte contemporáneo. Entre las obras expuestas de manera permanente se encuentran las de Alberto Manrique.
- Centro de Artesanía Molino de Antigua: situado en el municipio de Antigua, cuenta con un salón de conferencias, varias salas de exposiciones de pintura y un antiguo molino de gofio en el que se puede encontrar al famoso Manolo el de la Matilla.
- Museo de la Sal: se encuentra en Las Salinas del Carmen, Antigua. Cuenta con un pequeño centro sobre la historia de la sal y la localización de las diferentes salinas en Canarias así como las instalaciones de las Salinas del Carmen propiamente dichas.
- Centro de interpretación del yacimiento arqueológico de la Atalayita: en el Valle de Pozo Negro, Antigua se encuentra este pequeño centro en torno a dos conjuntos arqueológicos de edificaciones hechas en piedra seca.

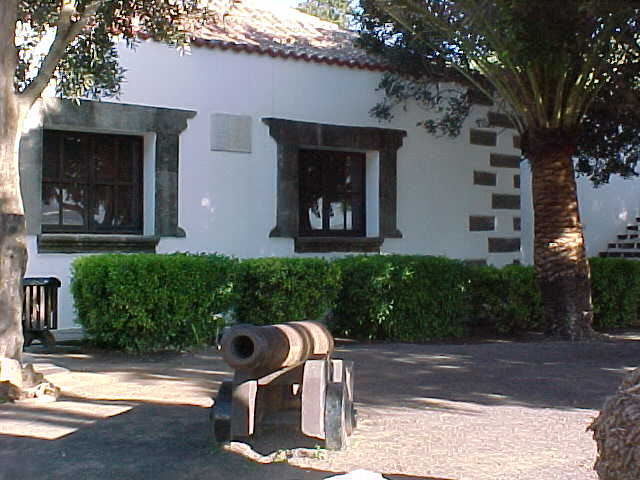
Museo de Betancuria

- Museo de Betancuria: pequeño museo dedicado a la arqueología, paleontología y la etnografía de la isla.
- Casa de la Cilla: casa en La Oliva, construida en 1819 donde se encuentra el Museo del Grano en el que se pueden ver diversas colecciones sobre la agricultura de la isla así como una colección de aperos de labranza.
- Centro de Arte Juan Ismael: instalaciones en Puerto del Rosario que cuentan con salas de exposiciones, laboratorios fotográficos, sala de conferencias y un taller de artistas distribuidos en tres plantas.
- Cueva del Llano: situada en las proximidades de Villaverde (al norte de la isla). Una fantástica aventura en la que se explora y descubre una parte de la historia de las erupciones volcánicas y su resultado en consecuencia. Además se encuentra en ella una especie de arácnidos única en el mundo, estos viven en el interior de la cueva. Se calcula según unos estudios realizados hace tiempo que habrá sobre 500 ejemplares.
- Casa Museo de Unamuno: se encuentra en Puerto del Rosario, en el lugar donde residió Miguel de unamuno mientras duró su destierro en Fuerteventura.
- Sala de exposiciones de la Casa de la Cultura de Puerto del Rosario: sala situada junto al auditorio de la capital donde se pueden contemplar exposiciones de pintura y fotografía.
- Ecomuseo La Alcogida: pequeño pueblo situado en Tefía, Puerto del Rosario, con siete viviendas tradicionales restauradas donde se pueden ver en vivo diversas actividades de la vida rural tradicional.
- Centro de interpretación de Molinos: casa tradicional en Tiscamanita, Tuineje, con varias colecciones sobre las diferentes herramientas para moler el grano utilizadas a lo largo de la historia. Junto a la casa, se puede visitar un molino de viento en funcionamiento.
- Casa Museo Doctor Mena en la Ampuyenta.
- Museo del Queso Majorero, en Antigua.[65]

### Parque escultórico

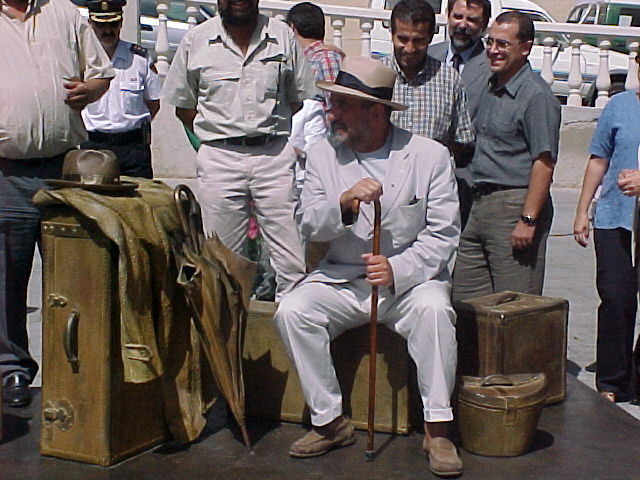
Eduardo Úrculo sentado sobre su obra Equipaje de ultramar, durante el acto de inauguración, en la plaza de los Paragüitas (Puerto del Rosario)

Además de las distintas salas y museos, la capital, Puerto del Rosario, cuenta con un parque escultórico al aire libre compuesto por gran cantidad de obras de distintos autores. El parque lo forman cerca de un centenar de esculturas y se provee principalmente de las obras creadas durante el Simposio Internacional de Escultura que viene celebrándose anualmente desde 2001. Durante los días en los que se celebra el certamen, artistas procedentes de distintas partes del mundo dan forma a sus esculturas al aire libre bajo la mirada de los transeúntes.
A este parque escultórico se le ha de sumar el que ha iniciado el municipio de Pájara, que ha desarrollado piezas artísticas para su muestra pública como paisaje urbano. A la cabeza de estas obras aparece la obra Caminos, de la escultora cubana Lisbet Fernández compuesta por treinta piezas que representan la mirada hacia el futuro de varios niños y que es muy apreciada por su fuerza visual. Además de "Caminos" (Morro Jable), existen varias obras de interés como los conjuntos escultóricos: Homenaje a los Pescadores, La Apañada, homenaje a los ganaderos, y Homenaje a Juan Placeres Francés, del escultor cubano Rafael Gómez González (Morro Jable), El Juguete del Viento, de César Manrique (Costa Calma), y la Cabra Costera, de José Miguel Cubas (Morro Jable).

### Religión
En Fuerteventura la religión mayoritaria es la católica, del mismo modo que en el resto del archipiélago canario y de España. Minorías presentes en la isla son: el islam, el hinduismo, el budismo y las Iglesias evangélicas, entre otras.
Toda la isla forma un único arciprestazgo perteneciente a la diócesis de Canarias, el arciprestazgo de Fuerteventura.
Fuerteventura se encuentra bajo el patronazgo de la Virgen de la Peña y San Buenaventura. Festivo insular en la isla es el tercer sábado de septiembre, festividad de la Virgen de la Peña.

### Gastronomía

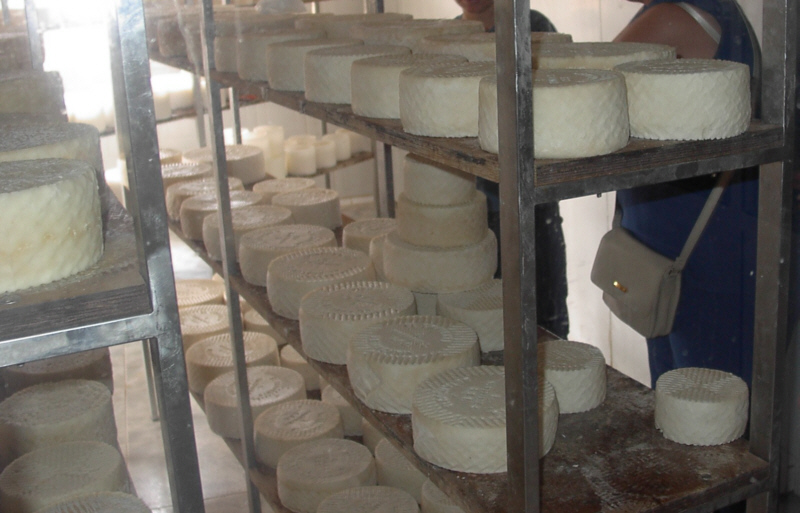
Quesería majorera

La cocina majorera, como la canaria en general, es bastante sobria, principalmente por las costumbres y las condiciones climáticas. Comparte con la región el uso de gran cantidad de pescados y productos y preparados de la tierra como las papas arrugadas con mojo o el puchero canario.
Los pescados se presentan preparados de muchas maneras siendo típicos los pejines (peces pequeños secados al sol que se tuestan o se queman en el mismo plato con un poco de alcohol), las jareas (pulpos, viejas u otros pescados lavados y puestos a secar al sol abiertos) o el sancocho de pescado, generalmente cherne o mero de roca, corvina o sama hervido tras desalarlo, servido con mojo, papa, batata y gofio. También son muy apreciados los mejillones y las lapas recogidos en las costas de la isla.
También se usan carnes como la vaca o el cerdo para la preparación de distintos platos o simplemente a la brasa, pero destacan entre todas la de baifo (cabrito, desde que nace hasta que deja de mamar) y la de cabra majorera, tanto asada como compuesta (estofada), animal del que además de la carne, se obtiene la leche necesaria para la fabricación del queso majorero, ganador de varios concursos. Elaborado con leche de cabra majorera y, en ocasiones con hasta un 15 % de leche de oveja, curado con aceite pimentón o gofio es, junto con el queso palmero, y el queso de flor de Guía uno de los tres quesos de Canarias con denominación de origen.

### Deporte
En Fuerteventura se pueden practicar gran cantidad de deportes, tanto al aire libre como en las distintas instalaciones disponibles en toda la isla.

#### Deportes autóctonos
Entre los deportes canarios practicados en la isla, cabe destacar los siguientes:

##### Lucha canaria

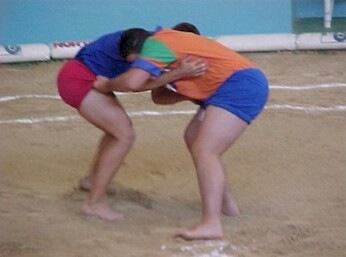
Luchada en Puerto del Rosario

La lucha se desarrolla dentro de un círculo, generalmente de arena, denominado terrero. En él, dos luchadores se enfrentan agarrados intentando derribarse. En Fuerteventura, hay 14 terreros distribuidos por todos los municipios, salvo Betancuria:
- Antigua: Terrero de Antigua.
- La Oliva: Terrero Venancio Guerra y Terrero de Villaverde.
- Pájara: Terrero Miguel Díaz La Lajita, Terrero de Morro Jable y Terrero de Pájara.
- Puerto del Rosario: Terrero de Casillas del Ángel, Terrero Manuel Nieves, Terrero de Puerto Cabras, Terrero de Tefía y Terrero de Tetir.
- Tuineje: Terrero de Gran Tarajal, Terrero de Tamasite y Terrero Pedro Sánchez, en Tarajalejo.

La isla cuenta además con una liga escolar organizada por el cabildo y con un programa de promoción de este deporte puesto en marcha por instituciones, federaciones y clubes en el que participan 12 escuelas de lucha de Antigua, Costa Calma, El Matorral, La Lajita, Lajares, Las Playitas, Morro Jable, Puerto del Rosario, Tefía, Tetir, Unión Sur y Villaverde.

##### Palo canario

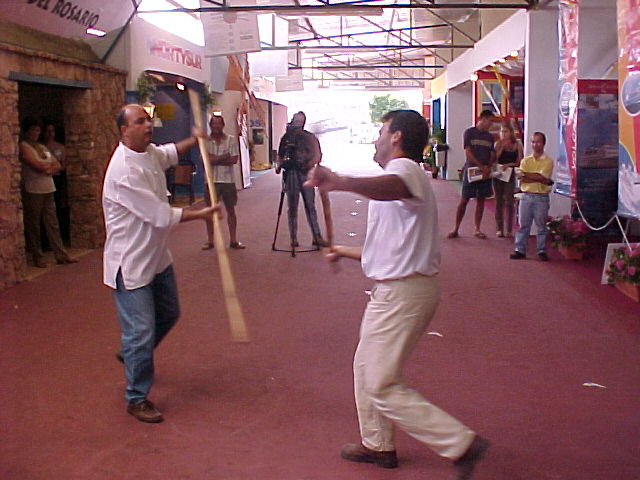
Exhibición durante FEDETUR 2000, en Pozo Negro (Antigua)

El juego del palo canario es un arte marcial que se practica entre dos jugadores que, sin llegar a hacer contacto con el cuerpo del adversario, realizan un combate con palos. El juego del palo, en su origen, no tenía carácter lúdico, sino que era un método de combate utilizado por los canarios precoloniales.
En Fuerteventura existen los siguientes clubes federados:
- Club-Escuela Dunas de Corralejo
- Club-Escuela Huriamen de Villaverde
- Club-Escuela Puerto Cabras
- Club-Escuela Sorinque de Gran Tarajal

##### Bola canaria
Similar al juego francés de la petanca, la bola canaria se practica poco en la actualidad aunque en la isla existen varios equipos y canchas. Básicamente consiste en sumar puntos mediante el lanzamiento de unas bolas que hay que dejar lo más cerca posible de un objeto llamado mingue o boliche. Se juega en un terreno rectangular de arena o tierra de entre 18 y 25 metros de largo y un ancho de entre 3, 5 y 6 metros.

#### Deportes acuáticos
Las condiciones de mar y clima hacen que la isla sea perfecta para la práctica de una amplia variedad de deportes acuáticos.

##### Surf, windsurf y kitesurf

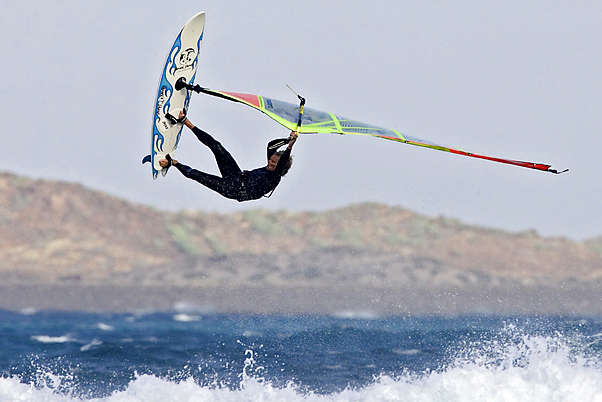
Windsurfista en la isla

En la isla se practican tanto el surf, como el windsurf en el que la tabla se desplaza gracias a una vela y como el más reciente kitesurf, en el que la fuerza necesaria para la navegación se obtiene de una cometa. La isla cuenta con numerosas escuelas y cursos dedicados al aprendizaje de estos deportes.
Los deportes que tienen una mayor repercusión a nivel internacional son el windsurf y el kitesurf, principalmente gracias a la celebración anual desde 1985 del Campeonato Internacional de Windsurf y Kiteboarding de Fuerteventura en las Playas de Sotavento, en el municipio de Pájara. En este campeonato se dan cita grandes figuras del mundo del windsurf y kitesurf como el varias veces campeón del mundo Björn Dunkerbeck o la jovencísima kiteboardista catalana, residente en Tarifa, Gisela Pulido.
Desde 2005 se celebra, en este caso en Corralejo, La Oliva el Canarian Waveriders, circuito en el que participan windsurfistas canarios.

##### Submarinismo
Al igual que ocurre con el surf y el windsurf, se pueden encontrar escuelas de submarinismo por toda la costa de Fuerteventura. A diferencia de la mayoría de las islas del archipiélago, Fuerteventura cuenta con una plataforma que, en algunos puntos llega hasta los 30 kilómetros, lo que la hace ideal para la práctica de este deporte.
Dos de los puntos más utilizados para el submarinismo son las costas frente a la playa del Matorral, al sur, y la zona entre isla de Lobos y Corralejo, al norte. Es precisamente aquí, en Corralejo, donde se celebra todos los años el Festival internacional del Mar y la Imagen Submarina, conocido como Fimarsub Corralejo-Isla de Lobos. Durante este certamen se puede asistir a cursos de iniciación, inmersiones profesionales, cursos y concursos de fotografía submarina, proyecciones y actos relacionados con este deporte.

##### Natación

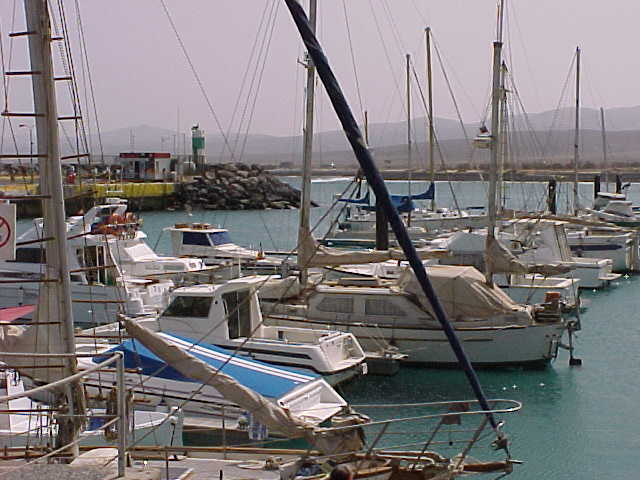
Imagen del muelle de Caleta de Fuste (Antigua)

En la isla hay varias instalaciones para la práctica de este deporte, pero la prueba que destaca sobre el resto, se practica en mar abierto. Se trata de la travesía a nado: Isla de Lobos-Isla de Fuerteventura, que se celebra todos los años desde 1999. A esta travesía acuden, principalmente, nadadores amateurs de toda Canarias pero también han pasado por ella nadadores profesionales como David Meca, Maarten Van der Weijden o paralímpicos como Jesús Collado Alarcón, que consiguió medalla de oro en 100 metros espalda y 100 metros mariposa en Atenas 2004 y el campeón paralímpico en Barcelona 92, Sídney y Atlanta Xavi Torres Ramis.

##### Embarcaciones
Como es lógico, también se practican distintas modalidades de deportes acuáticos desarrolladas a bordo de embarcaciones. De estos deportes, se celebran en la isla distintas competiciones de vela latina o de optimist, por ejemplo.
Un evento interesante es la Vuelta a Fuerteventura en Kayak, organizada por etapas más que como competición, como simple manera de practicar deporte y conocer la isla.
Otro deporte que podríamos englobar en esta categoría es la pesca de altura, siendo el Open de Pesca de Altura de Gran Tarajal la competición más destacable.

#### Otros deportes

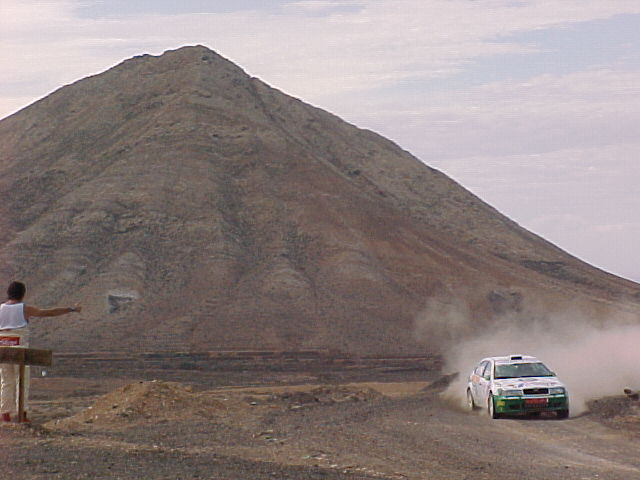
Paco Romero, eliminado, haciendo dedo al Skoda de Javier Fránquiz y Juan Manuel Fuentes (campeones de tierra en 1999) durante el Rally de La Oliva de 2000. Tindaya al fondo

Además de los citados, en la isla se practican otros deportes de los que la siguiente es una pequeña relación:
- Ciclismo: además de la práctica particular, desde 2004 se celebra Marcha Cicloturista en La Oliva, en la que participan tanto aficionados como profesionales y, desde 2005, en Corralejo, también en el municipio de La Oliva, el Critérium Ciclista, prueba en la que participan, entre otros, corredores de Euskaltel-Euskadi, T-Mobile o del equipo Orbea. Estas competiciones y actividades, han contribuido a aumentar el interés por este deporte en la isla hasta el punto de haberse formado el primer equipo profesional de ciclismo de Canarias, el Fuerteventura-Canarias, que será dirigido inicialmente por Óscar Guerrero, director del desaparecido Kaiku las dos últimas temporadas.
- Motocrós: en la isla hay varios circuitos, destacando el de Los Alares, en Antigua y el Isla de Fuerteventura, en el municipio de Puerto del Rosario. En ellos suelen celebrarse pruebas habitualmente, algunas de ellas valederas para el Campeonato Regional de Motocross de Canarias.
- Rallyes de tierra: durante todo el año se llevan a cabo competiciones de rally de tierra en Fuerteventura, dos de ellas puntuables para el Campeonato de Rallyes de Tierra de Canarias. Estas pruebas puntuables son el Rallye de Antigua y el Rally de La Oliva.
- En fútbol el equipo majorero con más éxito fue el Unión Deportiva Pájara-Playas de Jandía que estuvo 12 temporadas en segunda división B, hasta su desaparición en 2011.[73] Otros clubes también desaparecidos fueron el C. D. Corralejo y la U. D. Fuerteventura. Perviven el C. D. Herbania, el C. D. Unión Puerto y la U. D. Gran Tarajal que juegan en el Grupo XII de la Tercera Federación, o el C. D. Cotillo, entre otros clubes insulares.